# Taiwan-Konflikt

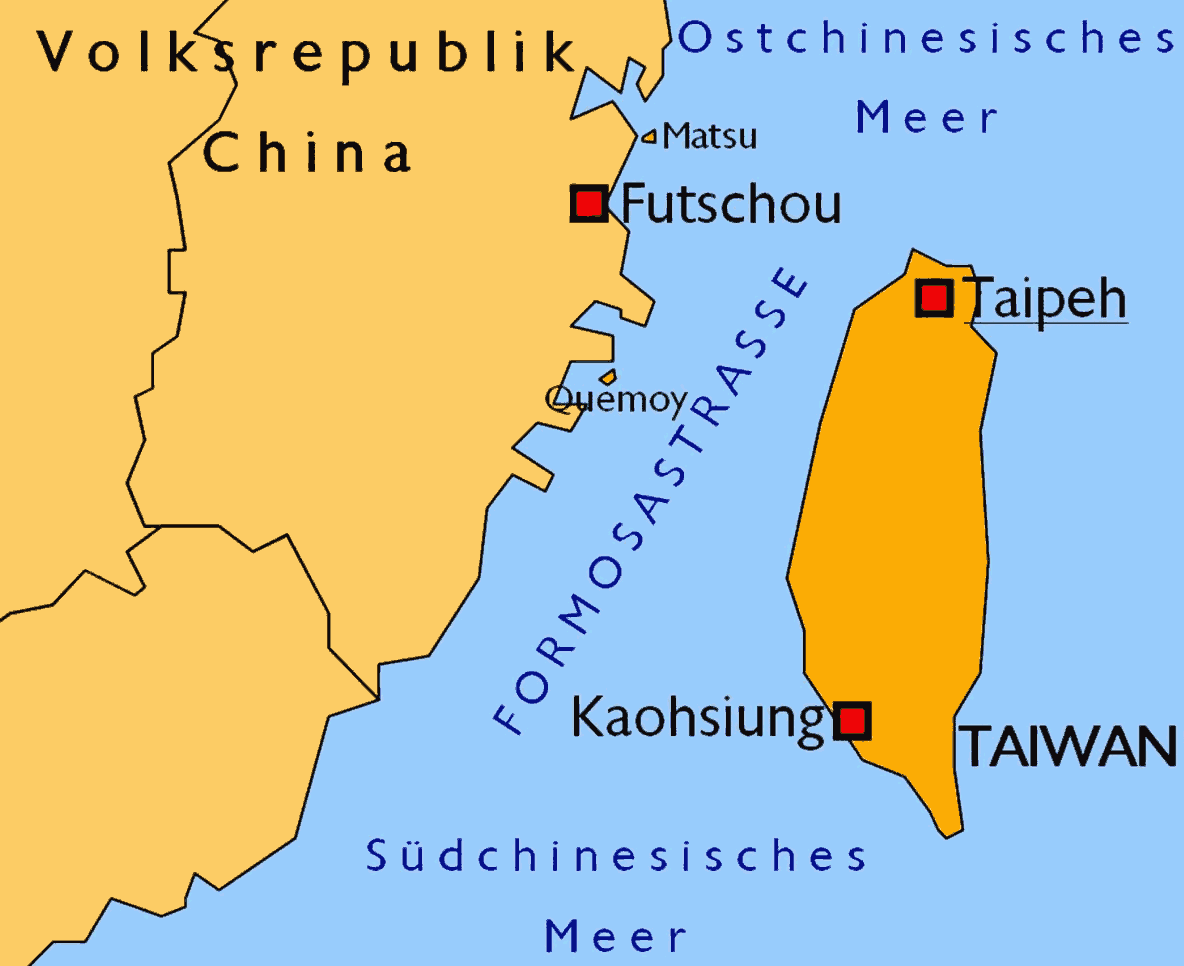
Taiwanstraße zwischen der Provinz Fujian (Quemoy- und Matsu-Inseln) im Westen und der Insel Taiwan im Osten

Der Taiwan-Konflikt (chinesisch 臺灣問題 / 台湾问题, Pinyin Táiwān wèntí – „Taiwan-Frage“, im Chinesischen allgemein meist 兩岸問題 / 两岸问题,  Liǎng'àn wèntí, Pe̍h-ōe-jī Lióng-huānn būn-tê – „Frage zwischen den beiden Ufern der Taiwanstraße“), in Taiwan auch als China-Taiwan-Konflikt (中臺問題 / 中台问题,  Zhōng Tái wèntí, Pe̍h-ōe-jī Tiong Tâi būn-tê – „China-Taiwan-Frage“) genannt, ist der Streit nach dem Bürgerkrieg (1927–1949) zwischen der Volksrepublik China (Festland) und der Republik China (Taiwan) über den Status der Insel Taiwan, der zu Taiwan gehörenden Inseln (unter anderen Penghu-Inseln, Lü Dao, Lan Yu) sowie weiterer Inseln, die historisch zu den Provinzen Fujian (Kinmen, Matsu-Inseln), Guangdong (Dongsha-Inseln) und Hainan (Taiping Dao) gehören bzw. gehörten.
Nachdem die Kommunistische Partei Chinas im chinesischen Bürgerkrieg die Herrschaft über Festlandchina errungen und dort die Volksrepublik ausgerufen hatte, zogen sich 1949 die unterlegenen Kuomintang, welche die Republik China (1912–1949) regierten, auf die Insel Taiwan zurück. Obwohl die Volksrepublik China Taiwan somit nie kontrollierte, betrachtet die kommunistische Regierung auch die Insel als „unabtrennbaren Bestandteil des chinesischen Territoriums“ (oft ungenau als „abtrünnige Provinz“ beschrieben), während sich die Republik China weiterhin als souveränen Staat sieht, von dem sich wiederum Festlandchina abgespalten habe.
Beide Regierungen erhoben zunächst Anspruch auf das Recht der internationalen Alleinvertretung Gesamt-Chinas (Ein-China-Politik), den Peking ab 1971 bis heute aufrechterhält. In den 1950er Jahren wurde der Taiwan-Konflikt zeitweise militärisch ausgetragen, ab den 1980er Jahren folgte ein Prozess der allmählichen Annäherung, der hauptsächlich auf wirtschaftlichen Interessen basierte. 2010 gipfelte dieser Prozess im Rahmenabkommen über Wirtschaftliche Zusammenarbeit (ECFA). Als Folgeabkommen wurde das Dienstleistungsabkommen beider Seiten der Taiwanstraße am 21. Juni 2013 in Shanghai unterzeichnet, woraus im Jahr 2014 die Sonnenblumen-Bewegung in Taiwan resultierte.
Seit der Amtsübernahme von Staatspräsident Xi Jinping im Jahr 2013 verfolgt die Volksrepublik jedoch wieder einen aggressiveren Kurs gegenüber der Unabhängigkeit Taiwans und strebt eine „friedliche Wiedervereinigung“ noch in seiner Amtszeit an. Am 7. November 2015 trafen sich Xi Jinping und der taiwanische Präsident Ma Ying-jeou (KMT) in Singapur. Das historische Treffen sollte der „friedlichen Entwicklung der Beziehungen“ dienen.

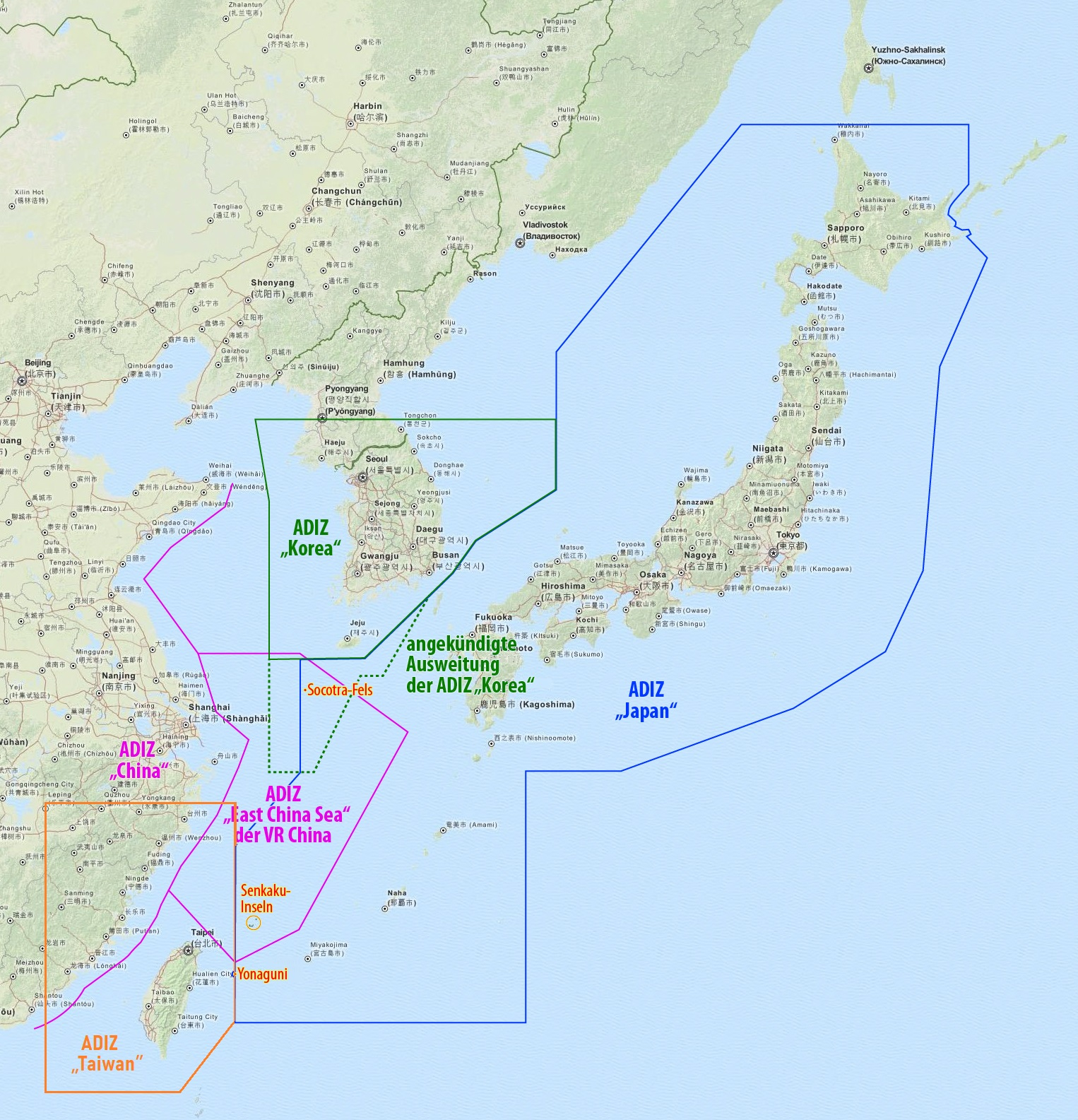
Air Defense Identification Zone (ADIZ) „China“ und „East China Sea“ der Volksrepublik China und „Taiwan“ der Republik China (Taiwan)

Seit der Wahl von Präsidentin Tsai Ing-wen (DPP) im Jahr 2016 geht die Republik China wieder zunehmend auf Distanz zum Festland. Xi drohte bereits mehrfach offen eine „militärische Eroberung“ an, um alle „separatistischen Bewegungen“ zu stoppen. Seit 2019 drangen wiederholt Kampfflugzeuge der chinesischen Streitkräfte in die taiwanische Air Defense Identification Zone (Luftverteidigungszone) ein, zudem hält die Volksrepublik regelmäßig Militärübungen in der Taiwanstraße ab.

## Geschichte

### Entwicklung auf Taiwan
Taiwan gehörte seit dem 17. Jahrhundert zum Kaiserreich China und wurde 1885 aus der Provinz Fujian ausgegliedert und zu einer eigenen Provinz erhoben. Nach dem Ende des Ersten Japanisch-Chinesischen Krieges 1895 erhielten die siegreichen Japaner im Vertrag von Shimonoseki von China die Insel Taiwan und die Pescadoren-Inseln. Die Bevölkerung protestierte gegen den Vertrag, indem sie die Demokratische Republik Taiwan gründete. Die Japaner gingen militärisch gegen diese erste Republik in Asien vor. Außerdem wurden während der Kolonialherrschaft mehrmals Aufstände der ursprünglichen Bewohner der Insel durch Japaner und Chinesen niedergeschlagen und am Ende ein System der Reservation angewandt. Unter der japanischen Herrschaft entwickelte sich die Insel dynamisch, was zu einem wirtschaftlichen Vorsprung gegenüber dem Festland führte. Die Wertschöpfung der taiwanischen Industrie stieg bis zum Ende der japanischen Herrschaft 1945 um das 1.600fache und stand damit in Asien nur noch der japanischen Industrie nach. Unter anderem erreichte auch das Gesundheitswesen einen der höchsten Standards im asiatischen Raum.

Offizielle Übergabe Formosas durch Japan an die Republik China am 25. Oktober 1945. Im Hintergrund die Flaggen der vier Siegermächte (v. l. n. r.): Sowjetunion, Vereinigte Staaten, Republik China, Vereinigtes Königreich

Nach der japanischen Kapitulation am Ende des Zweiten Weltkriegs wurde Taiwan, wie es bereits die Kairoer Erklärung von 1943 angekündigt hatte, wieder unter chinesische Verwaltung gestellt. Die Taiwaner begrüßten 1945 zunächst die von der nationalchinesischen Regierung entsandten chinesischen Beamten und Soldaten, obwohl sie das japanische Wirtschafts- und Verwaltungssystem als gut und für ganz China nützlich empfanden. Nach kurzer Zeit wurde jedoch deutlich, dass zwei verschiedene Welten aufeinander prallten: Das chinesische Festland war unterentwickelt und hatte unter großen Opfern den von Japan aufgezwungenen Krieg für sich entscheiden können. Taiwan hingegen hatte am wirtschaftlichen Aufschwung Japans teilgehabt und sah sich nun als Vertreter einer fortschrittlichen, materiellen Zivilisation, die ein Vorbild für ganz China sein sollte. Die Festlandchinesen waren befremdet, weil die Taiwaner Teile der japanischen Lebensweise übernommen hatten. Dies war einer der Gründe, weshalb sich die Chinesen auf Taiwan wie Besatzer in einem fremden Land verhielten und nicht wie Befreier einer zu ihnen gehörenden Insel. Daher wurde auch japanischer Besitz beschlagnahmt und von der Insel auf das Festland gebracht. Dieses Verhalten begründete bei den Einheimischen Ressentiments gegenüber den Festlandchinesen, die durch Willkürjustiz verstärkt wurden.
So kam es am 28. Februar 1947 zu gewalttätigen Unruhen. Da das Verhältnis zwischen Taiwanern und Festlandchinesen durch die große Armut der Bevölkerung ohnehin schon angespannt war, eskalierte die Situation am 27. Februar 1947, als festländische Beamte des chinesischen Monopolamtes von umstehenden Passanten eingekreist wurden, nachdem sie eine taiwanische Zigarettenverkäuferin zusammengeschlagen hatten. Als die Beamten flohen, schossen sie in die ihnen nachjagende Menge; dabei wurde ein Taiwaner getötet. Die aufgebrachte Menge marschierte nun geschlossen zum Monopolamt, das sie niederbrannte, während die Angestellten fliehen konnten. Die anschließenden Proteste in Taipeh wurden von den Truppen der Republik China gewaltsam niedergeschlagen. Dies führte schließlich zu einer die gesamte Insel Taiwan erfassenden Rebellion. Über den Rundfunk und per Telefon verbreiteten sich Berichte über wahre und vermeintliche Gräueltaten der Regierung.
Zur Lösung dieses Gewaltausbruches wurden taiwanische Vertretungskörperschaften gebildet, die sich um eine Schlichtung des Konflikts bemühten. Sie entwarfen ein Grundsatzprogramm zur Regelung der Zwischenfälle. Es sah als Gründe der Eskalation vor allem die Entfremdung zwischen Volk und Regierung, die Korruption, die ungleiche Entlohnung von Taiwanern und Festlandchinesen und die Übertragung ehemals japanischen Vermögens in Staatsbesitz. Um die Situation zu beruhigen und weitere Zusammenstöße zu verhindern, schlug das Programm die Entwaffnung der Regierungstruppen vor. Außerdem sollten keine weiteren Soldaten vom Festland angefordert werden, um den Zwischenfall mit Gewalt zu regeln. Chiang Kai-shek, der Präsident der Republik China, die zu diesem Zeitpunkt noch Gesamtchina vertrat, akzeptierte die Vorschläge der taiwanischen Vertretungskörperschaften jedoch nicht. Stattdessen entsandte er weiteres Militär nach Taiwan. Obwohl diesen Truppen Vergeltung verboten worden war, verübten sie aus Rache und zur Abschreckung Massaker, denen auch völlig Unbeteiligte zum Opfer fielen.
Der Kriegsminister der nationalchinesischen Regierung Bai Chongxi empfahl Anfang April 1947 die Bildung einer Provinzverwaltung auf Taiwan, die nach dem Vorbild anderer Provinzen mit Einheimischen besetzt werden sollte. Anstelle eines militärischen Befehlshabers wurde nun ein Zivilist Gouverneur. Taiwaner bekamen die Chance, Beamte zu werden, und der Staat zog sich weiter aus Taiwans Wirtschaft zurück. Außerdem wurde eine neue Kulturpolitik eingeführt, die darauf ausgerichtet war, den Taiwanern die (festland-)chinesische Kultur näherzubringen und ihnen zu zeigen, dass sie Teil dieser Kultur sind.

### Die Auswirkungen des chinesischen Bürgerkrieges auf Taiwan

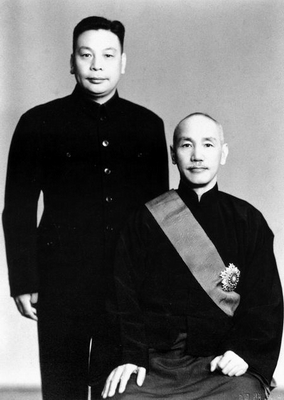
Chiang Kai-shek mit seinem Sohn Chiang Ching-kuo, 1948.

Nach dem Ende des Zweiten Japanisch-Chinesischen Krieges zerbrach die Zweite Einheitsfront und der chinesische Bürgerkrieg, der zwischen 1915 und 1937 erst von verschiedenen Warlords und dann zwischen Kuomintang, den Anhängern der nationalchinesischen Regierung, und den Kommunisten geführt wurde, brach wieder aus. Im Gegensatz zum Verlauf des Bürgerkriegs vor 1937 gelang den Kommunisten nach 1945 ein Siegeszug über die Kuomintang. Die veränderte Situation veranlasste den Führer der Kuomintang, Chiang Kai-shek, dazu, mit Vorbereitungen zur Umsiedlung des nationalchinesischen Macht- und Regierungsapparates von Nanjing nach Taiwan zu beginnen. So veranlasste er auch die Verlagerung des chinesischen Staatsschatzes wie auch wesentlicher Teile der Streitkräfte und der Partei auf die Insel, weil Chiang Kai-shek Taiwan für den geeignetsten Ort für eine spätere Fortsetzung des antikommunistischen Kampfes und der Rückeroberung des chinesischen Festlandes hielt.

### Stabilisierung der Republik China auf Taiwan
Die Flucht der Kuomintang vom Festland hatte eine Art Siebwirkung, nur die Mitglieder flohen, die sich stark mit der Partei und ihrer Politik identifizierten. Während des Koreakrieges unterzog Chiang Kai-shek seine Partei einer 27 Monate andauernden Reformbewegung mit dem Ziel, die Fehler der Vergangenheit zu korrigieren. Folgen dieser Reform waren die Festigung der Herrschaft auf Taiwan und
Umstrukturierungen der Partei, der Regierung und des Militärs. Von der Reformierung unberührt blieben jedoch der gesamtchinesische Aufbau des nationalchinesischen Parlaments und der Regierung sowie der Anspruch, die einzig legitime Regierung Chinas zu sein. Da diese Position allgemein anerkannt wurde, blieb die Republik China Mitglied der Vereinten Nationen und behielt ihren Sitz im UN-Sicherheitsrat, obwohl die Sowjetunion und der UN-Generalsekretär Trygve Lie für eine Vertretung Chinas durch die Volksrepublik Partei ergriffen.
Selbst nach dem Abbruch der diplomatischen Beziehungen zu Japan (1972) und zu den USA (1978) war die Kuomintang zur Kommunistischen Partei nicht kompromissbereit. Von 1979 bis 1986 verfolgte die Republik China (Taiwan) gegen KPCh Chiang Ching-kuos Politik des dreifachen Neins, was bedeutete: keine offiziellen Kontakte, keine Gespräche, keine Kompromisse. 1987 wurde der 40 Jahre lang geltende Kriegszustand auf Taiwan aufgehoben. Damit einher gingen das Ende der Pressezensur sowie des Demonstrations- und des Vereinsverbotes. Somit erhielten die Taiwaner mehr Freiheiten.
Taiwan erlaubt seinen Einwohnern seit dem Ende der 1980er Jahre Reisen auf das chinesische Festland.
Taiwan warnte seine Bürger Mitte 2024 vor möglichen Risiken solcher Besuche.

### Lee Teng-huis (KMT) Amtszeit (1988–2000)
Am 23. Februar 1991 wurden die vom Nationalen Wiedervereinigungsrat der Republik China auf Taiwan entwickelten Richtlinien für eine nationale Wiedervereinigung vom Exekutiv-Yuan unterzeichnet und bestätigt. Sie sollen eine mögliche Wiedervereinigung mit der Volksrepublik China regeln. 1992 fand in Singapur das erste Mal seit 44 Jahren ein Treffen hochrangiger Beamter (halbamtlich) beider Seiten statt. Auf ihm wurden vier „inoffizielle“ Abkommen zur Regelung praktischer Kontaktbereiche unterzeichnet. Die damaligen Resolutionen zum gegenseitigen Verhältnis wurden später unter der Bezeichnung „Konsens von 1992“ bekannt.
1995 kam diese allmähliche Annäherung zum Erliegen. Dafür gab es mehrere Gründe, zum einen hat Lee Teng-hui die Cornell-Universität in der USA im Juni besucht, dann gab es Lieferungen französischer und amerikanischer Kampfflugzeuge an Taiwan und Taiwan warb erneut für eine Aufnahme in die UN. Dadurch wurde die dritte Taiwanstraßenkrise ausgelöst.

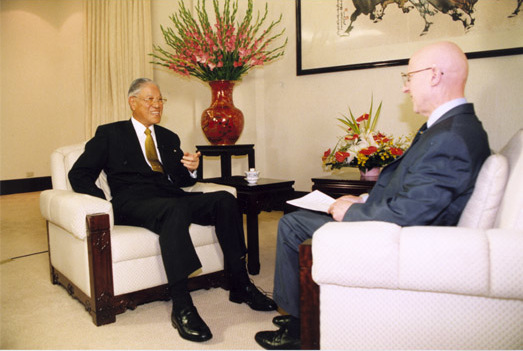
Zwei-China-Theorie wurde 1999 erstmals von dem Präsidenten Lee Teng-hui in einem Interview mit der Deutschen Welle geprägt.

Mit Lee Teng-hui begann die erste politische Förderung einer taiwanischen Identität. Die schrittweise Verlagerung von gesamtchinesischen zu taiwanischen Interessen bereitete den Kuomintang Probleme, welche somit ihr politisches Hauptziel, das sie seit ihrer Gründung verfolgt hatte – die (Wieder-)Vereinigung Gesamt-Chinas – praktisch aufgeben musste. Mit den freien und demokratischen Parlamentswahlen 1995 und 1998 entwickelte sich zunächst eine Drei-Parteien-Demokratie aus Demokratischer Fortschrittspartei, der Xindang („Neuen Partei“) und Kuomintang. Diese Parlamentswahlen gewannen die Kuomintang jeweils mit einer einfachen Mehrheit. Auch die ersten freien Präsidentschaftswahlen auf Taiwan gewann mit Lee Teng-hui ein Politiker der Kuomintang. Sie behielt ihre Ausrichtung auf eine Wiedervereinigung mit China bei. Die sich in der Opposition befindende Demokratische Fortschrittspartei forderte dem entgegen die vollständige Aufgabe der Ein-China-Politik, eine auf Taiwan zugeschnittene Verfassung und die Aufnahme Taiwans als unabhängigen Mitgliedsstaat in die Vereinten Nationen.
Die politisch gegensätzlichen Positionen und der neuerliche Konflikt hatten jedoch keinen Einfluss auf die Wirtschaftsbeziehungen beider Seiten zueinander. So genehmigte die taiwanische Regierung zwischen 1991 und 1997 – also auch während des Konfliktes – Investitionen in der Volksrepublik China von 11,21 Milliarden US-Dollar. Damit stieg Taiwan zum drittgrößten Investor in der Volksrepublik China nach Hongkong und Japan auf. Der Anteil der Exporte in die Volksrepublik wuchs auf 20,3 Prozent des gesamten Exportvolumens Taiwans an.
Der Prozess der Demokratisierung auf Taiwan, aber auch die starke Entspannung zwischen den beiden Chinas, sorgten dafür, dass die Republik China ihre Rüstungsausgaben von 33 Prozent des Staatshaushaltes auf 15 Prozent senkte. Dies lag weniger daran, dass die regierende DPP weniger Rüstungseinkäufe tätigen wollte, als dass die Kuomintang seit 2000 zwar keine Mehrheit mehr im Parlament hatte, dennoch über die meisten Sitze verfügte und diese Rüstungskäufe blockierte.

### Chen Shui-bians (DPP) Amtszeit (2000–2008)

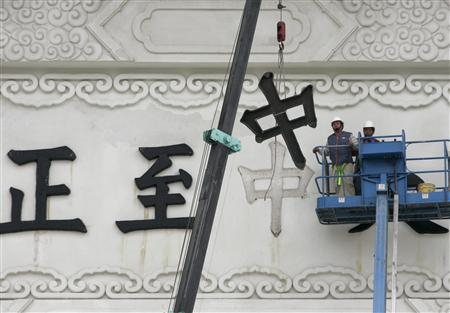
Am 7. Dezember 2007 wurde die alte Inschrift der „Chiang-Kai-shek-Gedächtnishalle“ entfernt, die zur „Nationalen Taiwan-Demokratie-Gedenkhalle“ umbenannt worden ist.

Im März 2000, bei den zweiten freien Präsidentschaftswahlen, wurde mit Chen Shui-bian erstmals ein Politiker Präsident der Republik China, der nicht den Kuomintang angehörte und sich für die Unabhängigkeit Taiwans einsetzte. Im Jahr 2000 war auch ein weiterer deutlicher Stimmungsumschwung zu erkennen: Nur noch 12 Prozent der Taiwaner definierten sich als Chinesen, während es sechs Jahre früher noch 48 Prozent taten.
Im Frühjahr 2005 gab es für drei Wochen zum Frühlingsfest nach 56 Jahren erstmals wieder Direktflüge vom chinesischen Festland nach Taiwan. Anstatt der sonstigen Landungen in Hongkong oder Macau konnten die Maschinen nun einfach über diese Orte fliegen, die praktisch eine Schleuse für den Flugverkehr bilden. Vorher waren diese direkten Flüge nicht möglich, weil die nationalchinesische Regierung Bombenangriffe befürchtete. So hätten chinesische Bomber als Passagiermaschinen getarnt werden oder so hinter solchen fliegen können, dass sie nicht auf dem Radarschirm aufgetaucht wären. Um die Taiwaner nicht zu verärgern, hatte die staatliche Fluglinie der Volksrepublik China sogar die Hoheitszeichen übermalt. Man kann diesen Vorgang aber nicht als Zeichen von Entspannung werten, weil nicht Diplomaten, sondern die Airlines selbst über die Nonstop-Flüge verhandelt haben. 2006 gab es die Direktflüge drei Wochen lang zum Frühlingsfest sowie 2007 zum Chinesischen Neujahr und zum Mondfest.
Auf Druck von Wirtschaftskreisen betrieb die damalige nationalchinesische Regierung eine aktivere Politik der Öffnung gegenüber der Volksrepublik China als die Kuomintang vorher. Dadurch wurde aber auch der innenpolitische Konflikt, ob diese Öffnung nicht schon viel zu weit ginge, bedingt. Teilweise wurde der Regierung vorgeworfen, sie liefere Taiwan der Volksrepublik China aus.
Als im Jahr 2005 das Anti-Abspaltungsgesetz in der Volksrepublik China verabschiedet wurde, verschärfte sich der Konflikt erneut. Es verpflichtete China, eine „Wiedervereinigung“ durch den Einsatz „nicht friedlicher Mittel“ herbeizuführen, wenn die „Möglichkeiten einer friedlichen Wiedervereinigung vollständig erschöpft sein sollten“. Das Gesetz richtet sich ausdrücklich gegen Taiwan und dessen „Separatismus“ und droht explizit mit einer gewaltsamen Annexion Taiwans. China erklärte, unter dem neuen taiwanischen Präsidenten seien die Unabhängigkeitsbestrebungen eskaliert. Für 2006 seien eine neue Verfassung der Republik China und eine Volksabstimmung über diese geplant. Taiwan warte nur darauf, einen Vorfall dafür zu inszenieren.
Peking erhöhte währenddessen die Anzahl der Raketen an der Küste zu Taiwan auf 600, was als deutliche Drohung gewertet wurde. Mittlerweile sind mehr als 1328 Raketen auf die Republik China gerichtet. Es wird geschätzt, dass sich die Zahl der Raketen pro Jahr um achtzig bis hundert Stück erhöht. Politisch und militärisch bewegen sich die zwei chinesischen Staaten wieder auf eine Konfrontation zu, während Hemmnisse für die Bürger und die Wirtschaft immer weiter abgebaut werden. Die Volksrepublik befürchtete noch vor den Olympischen Sommerspielen 2008 in Peking eine schwere Krise mit Taiwan, wobei politische Beobachter nicht davon ausgingen, da sich kriegerische Handlungen vor den Olympischen Spielen möglicherweise zum Nachteil der Volksrepublik hätten auswirken können.
Gegen den Willen der Volksrepublik China stellte der taiwanische Präsident Chen Shui-bian am 27. Februar 2006 die Arbeit des Nationalen Wiedervereinigungsrat ein. Der Rat wurde 1990 als Zugeständnis an die Volksrepublik gegründet, um den Willen Taiwans zur Wiedervereinigung zu beweisen. Die Auflösung wird als Schritt zur Unabhängigkeit angesehen und deswegen von China und auch den USA verurteilt. Chen vertrat bisher die Auffassung, dass sich Taiwan nicht unabhängig erklären müsse, da es de facto ein souveräner Staat sei. Er strebte eine Verfassungsänderung sowie die Umbenennung der Republik China in Taiwan an.
Nun verlagerte sich die Zielsetzung der Volksrepublik China von der Wiedervereinigung hin zur Verhinderung der Unabhängigkeit Taiwans. Mit dieser Verlagerung bekundete die Volksrepublik, den jetzigen Status noch längere Zeit aufrechtzuerhalten. Sie setzte vor allem auf einen Sieg der Kuomintang bei den taiwanischen Wahlen zum Legislativ-Yuan 2008, da diese Verhandlungen mit der Volksrepublik anstreben und sich für stärkere direkte Wirtschaftsbeziehungen einsetzen.
Eine im Jahr 2007 eingereichte Zivilklage von Taiwan gegen die Internationale Organisation für Normung (ISO) wurde im September 2010 vom schweizerischen Bundesgericht wegen Unzuständigkeit endgültig abgewiesen. Das Bundesgericht bestätigte damit eine Entscheidung des Kantonsgerichts Genf von März 2009. Mit der Klage hatte Taiwan die ISO verpflichten wollen, in deren Normen mit dem Namen „Republik China (Taiwan)“ statt wie bisher „Taiwan, Provinz Chinas“ bezeichnet zu werden.
Unabhängig von diesen Konflikten nähern sich die Wirtschaften der beiden Länder stark an. 2007 erreichten „Taiwans Investition in China […] über 7,66 Milliarden USD. [Was ein] neuer Rekord [ist].“
Ein neues Problem ist eine geplante Route einer chinesischen Fluglinie: „Diese Route könnte nicht nur für bestehende Routen, welche diese kreuzen, ein Sicherheitsproblem darstellen. Taiwan befürchtet außerdem, dass China diese Flugroute zu anderen Zwecken, wie etwa militärischen Aufklärungsflügen, benutzen könnte.“

### Ma Ying-jeous (KMT) Amtszeit (2008–2016)

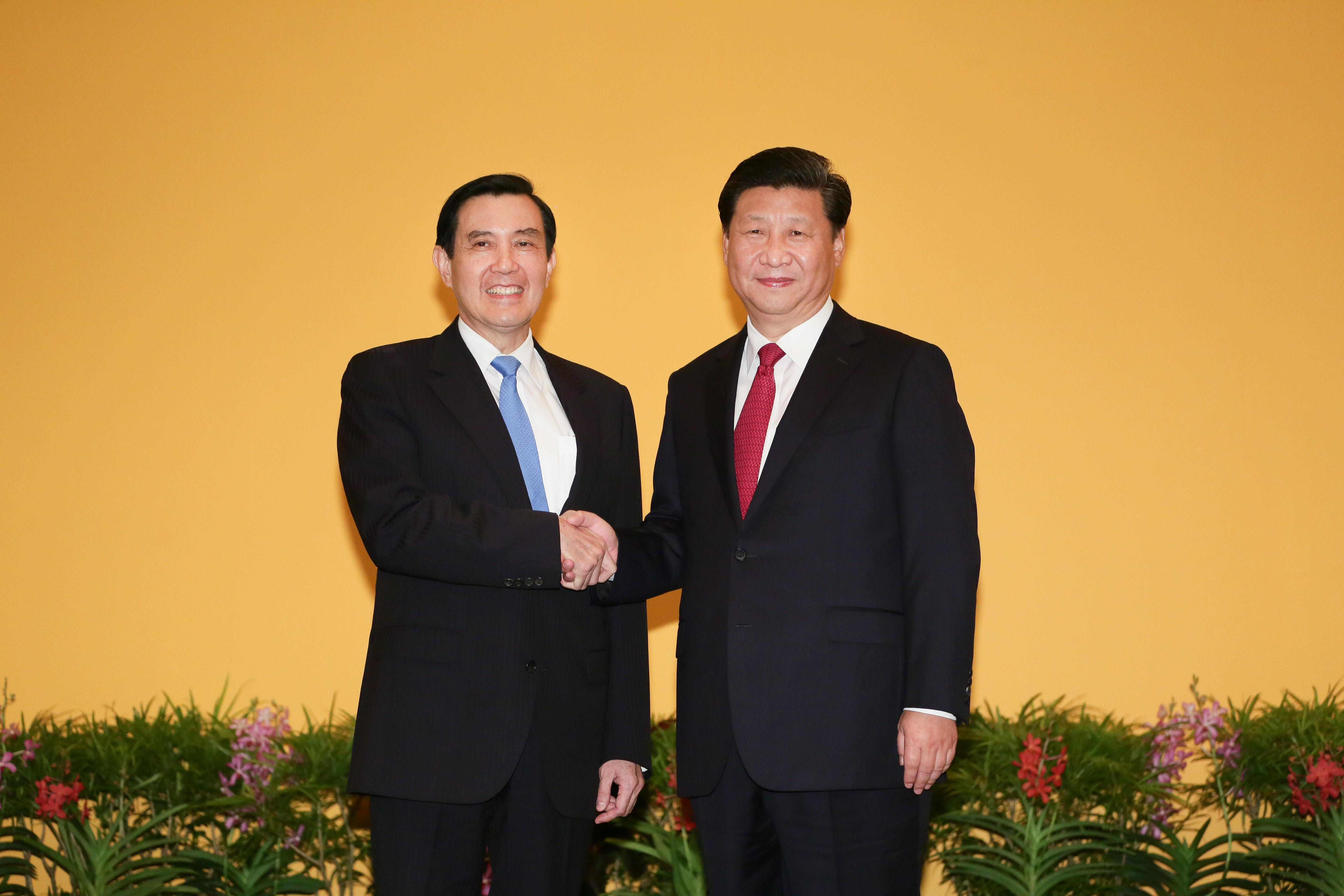
2015 trafen sich Ma Ying-jeou und Xi Jinping in Singapur

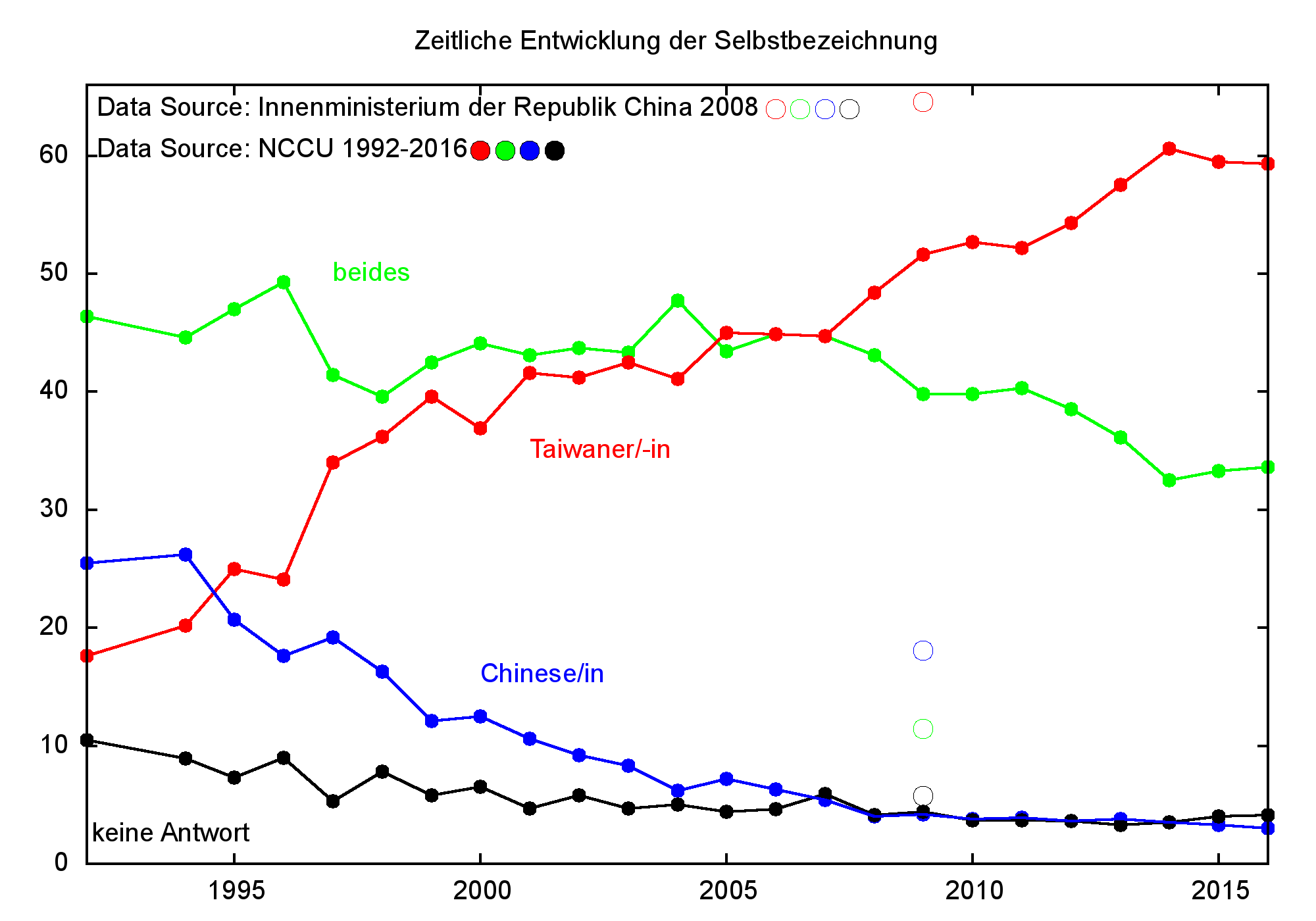
Zeitliche Entwicklung der Selbstbezeichnung von Bürgern der Republik China (1992–2016)

Durch den „Erdrutschsieg“ bei den Wahlen zum Legislativ-Yuan 2008 hatte die Kuomintang eine absolute Mehrheit mit 82 Sitzen von 113. Damit verfügte sie wieder über eine Verfassungsmehrheit wie zu Zeiten der Einparteienherrschaft. Sie konnte ihre Mehrheit auch bei den nächsten Wahlen im Jahr 2012 verteidigen.
Als die KMT nach der Präsidentenwahl 2008 wieder das Präsidentenamt besetzte, betonte der neu gewählte Präsident Ma Ying-jeou in seiner Rede zum Amtsantritt besonders die Notwendigkeit eines „offenen Dialogs, basierend auf dem Konsens von 1992“. Auch nach seiner Wiederwahl vier Jahre später im Jahr 2012 bezeichnete er in seiner ersten Rede nach der Wahl erneut den „Konsens“ als Basis seiner Politik gegenüber Festlandchina.
Seit dem 4. Juli 2008 gibt es erste Wochenend-Charterflüge mit 700 Touristen aus China nach Taiwan. Diese werden von der Gesetzeslockerung auf taiwanischer Seite gefolgt, welche bis zu 3000 Touristen täglich in Reisegruppen zulässt.
Am 26. April 2009 fand ein politisches Treffen in Peking zwischen Chen Yunlin (Association for Relations Across the Taiwan Straits) und Chiang Pin-kung (Strait Exchange Foundation) statt, bei dem der mögliche Beginn einer Zusammenarbeit der Polizeibehörden beider Seiten für das Jahr 2010 diskutiert wurde.
Am 7. November 2015 trafen sich Xi Jinping und der taiwanische Präsident Ma Ying-jeou in Singapur. Es war die erste Zusammenkunft amtierender politischer Führer der Volksrepublik China und Taiwans seit 1949. Das historische Treffen sollte der „friedlichen Entwicklung der Beziehungen“ dienen. Zuviel Normalisierung könnte Taiwans regierender Partei KMT bei den kommenden Präsidentschafts- und Parlamentswahlen im Jahr 2016 jedoch schaden und die zur Unabhängigkeit neigende Partei DPP begünstigen.
Die zwischen 2008 und 2016 unter Präsident Ma Ying-jeou forcierte Annäherung an die Volksrepublik China wurde, vor allem in der zweiten Amtszeit (2012–2016), in der Bevölkerung zunehmend kritisch gesehen. Nach starken Protesten (u. a. während der Sonnenblumen-Bewegung) und der Niederlage bei den Regionalwahlen im Jahr 2014 verlor die Kuomintang im Januar 2016 sowohl die Präsidentenwahl als auch die Parlamentswahl 2016 sowie die absolute Mehrheit der Sitze im Parlament an die DPP. Die Wahlsiegerin und jetzige Präsidentin Tsai Ing-wen kündigte an, in den Beziehungen zur Volksrepublik China den Status quo bewahren und Überraschungen vermeiden zu wollen. Gleichwohl wurde von ihr eine stärkere Betonung der taiwanischen Identität erwartet.

### Tsai Ing-wens (DPP) Amtszeit (2016–2024)
Die VRF China versuchte, den Ausgang zweier Wahlen am 11. Januar 2020 (Parlament und des Präsidenten) durch gezielte Desinformationskampagnen zu beeinflussen. Letztlich war aber nicht die versuchte Wahlbeeinflussung, sondern Chinas Politik gegenüber Hongkong wahlentscheidend. Mit der vertragswidrigen Aushöhlung der Autonomie Hongkongs bewirkte China, dass die Formel „Ein Land, zwei Systeme“ für die Taiwaner vollends delegitimiert war. Zu der erneuten absoluten Mehrheit der DPP im Parlament erreichte Tsai einen Erdrutschsieg als Präsidentin.
Im Januar 2019 drohte Peking erneut, Taiwan notfalls auch mit militärischer Gewalt zu reintegrieren, falls Taipeh eine friedliche Wiedervereinigung ablehne. Anfang des Jahres 2021 erhöhte die VR China ihren politischen Druck und ihre Militärpräsenz.
Anlässlich der 100-Jahr-Feier der KP China am 23. Juli 2021 wiederholte Xi ausdrücklich, dass die Lösung der Taiwan-Frage „eine historische Mission der KP Chinas sei, der zu folgen sie sich verpflichtet hat“ und verwies auf Entschlossenheit und Fähigkeit der Chinesen, die „territoriale Integrität zu verteidigen“.
Nach Angaben Taiwans verletzen Militärflugzeuge der VR China häufig seine (selbsterklärte und völkerrechtlich nicht bindende) Air Defense Identification Zone (Luftverteidigungszone), die die gesamte Formosastraße und einen Teil Festlandchinas umfasst.
Mit der Entsendung einer Rekordzahl chinesischer Kampfflugzeuge in Taiwans Air Defense Identification Zone im Herbst 2021 hat China seine aggressive Drohkulisse in der Formosastraße noch einmal massiv verstärkt.
Im November 2021 wurde erstmals eine Schwarze Liste vom Büro für Taiwan-Angelegenheiten veröffentlicht, auf der unter anderen Taiwans Ministerpräsident Su Tseng-chang, Außenminister Joseph Wu und Parlamentspräsident You Si-kun als Personen genannt werden, die „hartnäckig für die Unabhängigkeit Taiwans eintreten“. Im August 2022 wurden weitere sieben taiwanische Beamte sanktioniert. Zu den betroffenen Personen gehörten Hsiao Bi-khim, der De-facto-Botschafter Taiwans in Washington, und Wellington Koo, Generalsekretär des Nationalen Sicherheitsrates Taiwans.
Am 25./26. Dezember 2022 kam es zur nach taiwanischen Angaben bislang größten Verletzung der Air Defense Identification Zone durch die chinesische Luftwaffe. 71 ihrer Kampfflugzeuge und Drohnen seien innerhalb von 24 Stunden in die Luftverteidigungszone Taiwans eingedrungen. Mehr als 40 der chinesischen Flugzeuge hätten die Mittellinie der Straße von Taiwan überquert. Zudem wurden sieben chinesische Schiffe in der Nähe Taiwans geortet. Zwei Tage zuvor hatte die Volksrepublik erklärt, dass Manöver rund um Taiwan durchgeführt worden seien. Am 27. Dezember 2022 kündigte die taiwanische Regierung an, den obligatorischen Wehrdienst ab Januar 2024 von bisher vier Monaten auf ein Jahr zu verlängern.
Im April 2023 war Tsai Ing-wen mit dem Vorsitzenden des US-Repräsentantenhauses, Kevin McCarthy, zusammengetroffen. Darauf reagierte die chinesische Volksbefreiungsarmee mit einem dreitägigen Manöver und übte eine Blockade der Insel Taiwan.
Nachdem der Präsident Taiwans einige Pazifikländer besucht hatte, äußerte die VR China im Dezember 2024 scharfe Kritik und veranstaltete mit fast 90 Schiffen (davon zwei Drittel Kriegsschiffe) ein Manöver in der Nähe von Taiwan.
Im März 2025 gab es ein gemeinsames Manöver von russischen, chinesischen und iranischen Marineschiffen.
Am 31. März 2025 begann China eine große Militärübung rund um Taiwan. Die Volksbefreiungsarmee teilte mit, es sei eine ernsthafte Warnung und Abschreckung der "separatistischen Kräfte" einer 'Unabhängigkeit Taiwans'". Die gemeinsame Übung von Armee, Marine, Luftwaffe und Raketeneinheit bestehe darin, sich der Inselrepublik aus verschiedenen Richtungen zu nähern und die "Operationsfähigkeiten" der Truppen zu prüfen.

## Militärische Konflikte
Die Kuomintang beherrschte nicht nur Taiwan, sondern auch einige vor der Küste vom Jangtsekiang bis zum Perlfluss liegende Küsteninseln. Aus der Sicht der Kommunisten konnte die Eroberung der Inseln helfen, eine Invasion abzuwehren, da sie von den Truppen der Kuomintang als Brückenköpfe für eine solche verwendet werden könnten. Die Inseln wurden von der Republik China dazu genutzt, Teile der chinesischen Küste zu blockieren. Außerdem dienten sie als Ausgangspunkte für Aufklärungs- und Propagandamissionen. 1950 wurde die Insel Hainan von den Kommunisten erobert.
Die Küsteninseln hatten zudem eine große psychologische Bedeutung. Sie waren der letzte Teil Festlandchinas, der von den Nationalchinesen kontrolliert wurde, und nährten die Hoffnung auf eine Rückkehr. Für die Kommunisten waren diese Inseln das demütigende Symbol dafür, dass sie die Kuomintang auf dem Festland nicht vollständig besiegen konnten, und bedeuteten zudem strategische Hindernisse für die Schifffahrt und eine Gefährdung der Sicherheit der Küstenregion. Eine zusätzliche Demütigung für die Volksrepublik China war auch, dass 70 Prozent der sich in der Gewalt von US- und UN-Truppen befindlichen chinesischen Kriegsgefangenen im Koreakrieg die Rückkehr ablehnten und nach Taiwan übersiedelten.

### Erste Taiwanstraßenkrise (1954–1955)
Nachdem ein Angriff von Invasionstruppen der Volksbefreiungsarmee Ende Oktober 1949 auf die Quemoy-Inseln sowie ein ähnlicher Angriff auf die Tatan-Insel im Juli 1950 gescheitert waren, kam es Anfang September 1954 erneut zum Ausbruch einer Krise in der Straße von Taiwan. Amerikanische Medien berichteten am 27. August 1954, dass die US-Flotte, die während des Koreakrieges in diese Region entsandt worden war, weiterhin nur Taiwan und nicht auch noch die Küsteninseln, die von der Kuomintang gehalten wurden, schützen sollte. Nach diesen Medienberichten fühlte sich die Volksrepublik China sicher, da sie bei einem Angriff auf die Küsteninseln kein amerikanisches Eingreifen befürchtete, und eröffnete am Morgen des 3. September das Feuer auf die Quemoy-Inseln. Die dortige nationalchinesische Garnison erwiderte das Feuer. Der dadurch ausgelöste militärische Konflikt dauerte neun Monate.
Peking verfolgte mit dem Angriff drei voneinander unabhängige Ziele:
1. Die Beseitigung des militärisch störenden und psychologisch belastenden Sperrriegels und militärstrategische Nutzung der Küsteninseln als Brückenköpfe für eine spätere Eroberung Taiwans.
2. Die Erprobung der militärischen und psychologischen Abwehrkraft der Nationalchinesen sowie deren amerikanischer Unterstützung.
3. Die Strategie der dreifachen Abschreckung, die ein Bündnis der USA mit der Republik China verhindern und die Ausklammerung Taiwans aus dem Schutzbereich des entstehenden Südostasien-Paktes bewirken sollte. Außerdem sollte die Problematik eines gegen Peking gerichteten Schutzsystems für Taiwan zu Zerwürfnissen zwischen den USA und ihren Verbündeten führen.

Man ging davon aus, dass Chiang Kai-shek ohne amerikanische Unterstützung die Inseln nicht halten könne. Sie waren zwar für die Verteidigung Taiwans fast bedeutungslos, ihr Verlust hätte aber die militärische Gesamtlage der Republik China erheblich verschlechtert. Ein Vorschlag der Vereinten Nationen zu Waffenstillstandsverhandlungen wurde von der Volksrepublik China abgelehnt, so dass die Kämpfe, die in Form von Artillerieduellen sowie Luft- und Seegefechten und auch Bombenangriffen ausgetragen wurden, fortgesetzt wurden.
Die Kampfhandlungen nahmen mit der Eroberung der Yijang-Shan-Inseln durch die Volksbefreiungsarmee am 20. Januar 1955 eine Wendung zugunsten der Volksrepublik. Mit Hilfe der USA evakuierte die Republik China die benachbarten Dachen-Inseln bis zum 11. Februar 1955. Drei Tage später wurden die Inseln von der Volksbefreiungsarmee besetzt.
Beide Seiten konnten in diesem Konflikt Erfolge verbuchen. So gelang es der Volksrepublik China, die Truppen der Kuomintang von den nördlichen Küsteninseln zu vertreiben, den Yijang-Shan-Inseln und Dachen-Inseln vor der Küste von Taizhou. Die Republik China konnte jedoch die beiden strategisch wichtigsten Inselgruppen in der Taiwanstraße, die Quemoy- und die Matsu-Inseln, verteidigen.

### Zweite Taiwanstraßenkrise (1958)
Ab Anfang August 1958 ergriff die Republik China Vorsichtsmaßnahmen, nachdem es verbale Drohungen seitens der Volksrepublik China gegeben hatte und eine Konzentration von chinesischen Streitkräften an der Küste vor den nationalchinesischen Inselgruppen beobachtet wurde. Eröffnet wurde der neuerliche Konflikt durch ein Bombardement der Quemoy-Inseln durch die Luftwaffe der Volksrepublik China. Des Weiteren behinderte die Volksbefreiungsarmee mit Sperrfeuer die Versorgung der Inseln mit Nachschub. Peking drohte außerdem mit einem Angriff auf Taiwan.
Die USA entschlossen sich nach längeren Überlegungen dazu, den taiwanischen Versorgungskonvois Begleitschutz durch Kriegsschiffe und die Luftwaffe zu geben. Mit dem Schutz der Konvois verhinderten die USA einen Gegenangriff der Republik China. Chiang Kai-shek drohte nämlich mit einem solchen für den Fall, dass die Vorräte auf den Inseln aufgebraucht gewesen wären. Außerdem gewährten die Vereinigten Staaten Taiwan Militärhilfen in Form von Kampfflugzeugen (u. a. der Typen F-86 und F-100) und anderem militärischen Material. Zudem stationierten die USA von 1958 bis 1959 rund 48 damals moderne Flugabwehrsysteme vom Typ Nike Hercules des 71. US-Artillerieregiments auf Taiwan. Die Volksrepublik China erhielt ihrerseits Unterstützung in Form von Waffenlieferungen aus der Sowjetunion. Der sowjetische Regierungschef Nikita Chruschtschow billigte zwar Chinas Maßnahmen zur Eroberung der Küsteninseln, da die USA den Konflikt provoziert hätten und die Vertretung Chinas in der UN durch die Volksrepublik behindern würden. Trotzdem vermied er eine direkte Beteiligung der UdSSR an dieser Auseinandersetzung, was auch dazu beitrug, dass die Volksrepublik China trotz des großen Militäraufwandes nicht die Kontrolle über die Inseln erlangte. Denn um dieses Ziel zu erreichen, hätte die Volksrepublik China mit den USA Krieg führen müssen, wozu sie aber noch nicht in der Lage gewesen wäre.
Somit schaffte es die Republik China mit amerikanischer Unterstützung, die umkämpften Küsteninseln diesmal ohne weitere Gebietsverluste zu halten. Bei Verhandlungen mit Chiang Kai-shek wiesen die USA jedoch darauf hin, dass die Republik China alles daran setzen sollte, einen Waffenstillstand mit der Volksrepublik China zu vereinbaren. Ansonsten würde sie aufgrund der Gefahr des chinesischen Bürgerkrieges für den Weltfrieden international isoliert sein. Die Vereinigten Staaten von Amerika verwiesen auf das Beispiel der Bundesrepublik Deutschland, die zwar auch die Wiedervereinigung anstrebte, dies jedoch nur mit friedlichen Mitteln tat.
Aus sowjetischem Archivmaterial scheint hervorzugehen, dass die Führung der Volksrepublik China zu diesem Zeitpunkt nicht beabsichtigte, Taiwan oder auch nur die vorgelagerten Inseln zu erobern. Mao Zedong sagte am 2. Oktober 1959 in einem Gespräch mit N. S. Chruschtschow in Anwesenheit von M. A. Suslow, A. A. Gromyko, Zhou Enlai, Liu Shaoqi, Lin Biao und Chen Yi:

„Wir werden nicht nur Taiwan, sondern auch die vorgelagerten Inseln nicht berühren, und zwar zehn, zwanzig, vielleicht dreißig Jahre lang nicht. […] Wir feuern zwar auf die vorgelagerten Inseln, doch wir werden nicht versuchen, sie zu befreien. […] Wir wollten nur den Vereinigten Staaten Schwierigkeiten bereiten […] und glauben, dass unsere Operation erfolgreich ist.“

### Plan zur Rückeroberung des Festlandes (1961－1972)
Chiang Kai-shek plante 1962 einen militärischen Angriff auf das chinesische Festland. Er hielt die politische Lage für günstig, da die Politik des Großen Sprungs nach vorn und regionale Naturkatastrophen in der Volksrepublik China zu den so genannten drei bitteren Jahren geführt hatten, in denen Millionen Menschen verhungert waren. Dazu wurden in der Außenpolitik erste Risse zwischen der Sowjetunion und der Volksrepublik China sichtbar.
Der Plan bestand darin, zwei Städte auf dem Festland durch Luftlandekräfte einzunehmen und so eine Erhebung des Volkes gegen die Kommunisten auszulösen.
Taiwan war in einem Verteidigungsabkommen mit den USA allerdings dazu verpflichtet, alle offensiven Schritte gegen die Volksrepublik China mit den Vereinigten Staaten von Amerika abzustimmen. Da die USA aber keinen Angriff auf das chinesische Festland unterstützten und deshalb unter anderem Kerosinlieferungen an die nationalchinesische Luftwaffe stoppten, scheiterte der Plan schon vor seiner Ausführung.

### Dritte Taiwanstraßenkrise (1995–1996)

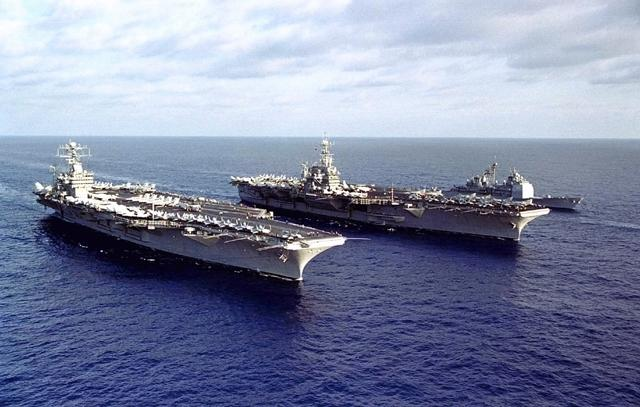
Vorn die USS Nimitz, in der Mitte die USS Independence, im Hintergrund ein Kreuzer der Ticonderoga-Klasse, Japanisches Meer 1997

Der damalige Präsident der Republik China Lee Teng-Hui wurde im Jahr 1995 zu einem privat deklarierten Besuch der Cornell-Universität und zur Teilnahme an einer Wirtschaftskonferenz in Anchorage (Alaska) eingeladen. An der Cornell University hielt Lee am 9. Juni 1995 die Rede unter dem Titel Always in my Heart. Lees Rede wurde weltweit von Reportern kommentiert und über Rundfunk in viele Länder Asiens übertragen. Dies stieß auf den Widerstand der politischen Führung der Volksrepublik China. Es blieb nicht nur bei Protesten seitens Peking, sondern es gab auch Drohmanöver der chinesischen Marine und Luftwaffe. Die Volksrepublik China kündigte daraufhin Manöver in der Taiwanstraße an. Das erste Manöver der Chinesischen Volksarmee mit scharfen Raketentests wurde am 18. Juli 1995 durchgeführt und dauerte fünf Tage. Ein weiteres Manöver dauerte vom 15. bis zum 21. August 1995.
Während der Krise entsandten die USA 1996 zwei Flugzeugträgerkampfgruppen (mit den Flugzeugträgern Independence und Nimitz) in die internationalen Gewässer um Taiwan. Die Nimitz wurde am 11. März 1996 aus dem Persischen Golf nach Taiwan beordert, nachdem die Volksrepublik China als Reaktion auf die Entsendung der Independence am 8. März Raketentests durchgeführt hatte. Die Independence war das erste US-Kriegsschiff seit 1976, das die Taiwanstraße durchquerte.
Daraufhin kündigte die chinesische Regierung ein zehntägiges Manöver aller drei Teilstreitkräfte ab dem 12. März 1996 an. Die Raketentests fanden unmittelbar vor der Präsidentschaftswahl in Taiwan statt. Am 23. März 1996 wurde Lee Teng-Hui als Präsident gewählt.

### Chinas Militärübungen rund um Taiwan (ab 2022)

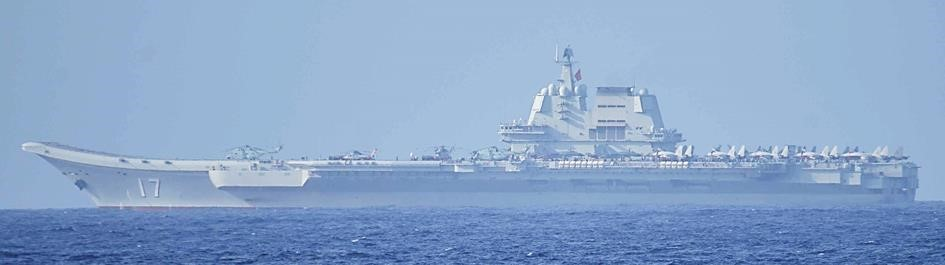
Flugzeugträger Shandong nahe Taiwan am 6. April 2023

Nach Pelosis Taiwan-Besuch veranstaltete die chinesische Armee eine Übung zur Abriegelung Taiwans im umliegenden Seegebiet, bei der auch zahlreiche Raketen abgefeuert wurden. Dabei verletzten mindestens 16 chinesische Kampfflugzeuge den taiwanischen Luftraum. Nach Beendigung des Manövers am 10. August kündigte die chinesische Armee eine Dauerpräsenz vor der Insel an und regelmäßige derartige Übungen im Umkreis von Taiwan. Am 28. August 2022 durchfuhren die Kreuzer Antietam und Robert Smalls demonstrativ die Taiwanstraße.
Am 5. Januar 2023 durchquerte die Chung-Hoon die Straße von Taiwan.
Vom 8. bis 10. April 2023 führte die Volksbefreiungsarmee eine Militärübung rund um Taiwan durch, wobei auch der Flugzeugträger Shandong eingesetzt wurde. Man übte „Präzisionsschläge“ gegen Taiwan. Am 10. April 2023 fuhr der Zerstörer Milius in die Gewässer nahe der Spratly-Inseln ein, welche von China als Hoheitsgebiet beansprucht werden. Die chinesische Volksbefreiungsarmee schickte Marine- und Luftstreitkräfte, um die Milius zu verfolgen. Am 16. April durchquerte die Milius die Straße von Taiwan.
Am 3. Juni 2023 fuhr die USS Chung-Hoon mit der kanadischen Fregatte HMCS Montreal (FFH-336) erneut durch die Straße von Taiwan. Der Zerstörer Suzhou der Typ 052D-Klasse der Volksbefreiungsarmee kreuzte dabei zweimal den Kurs der Chung-Hoon; der nächste Annäherungspunkt lag bei etwa 137 Metern. Das chinesische Schiff wurde durch die Chung-Hoon aufgefordert den Kurs zu ändern, um eine Kollision verhindern. Die Chung-Hoon reduzierte darauf die Geschwindigkeit auf 10 Knoten und hielt Kurs. Chinas Verteidigungsminister Li Shangfu lehnte noch am gleichen Tag auf der Sicherheitskonferenz Shangri-La-Dialog in Singapur ein Gesprächsangebot von US-Amtskollegen Lloyd Austin über den Taiwan-Konflikt ab. Li Shangfu warnte am 4. Juni 2023 bei einer Rede auf der Sicherheitskonferenz die USA vor einer Einmischung im Streit um Taiwan. Deutschlands Verteidigungsminister Boris Pistorius forderte bei der Konferenz verstärkte Bemühungen um eine Deeskalation im Konflikt um Taiwan.

## Diplomatische Konflikte

### Vertretung in den Vereinten Nationen

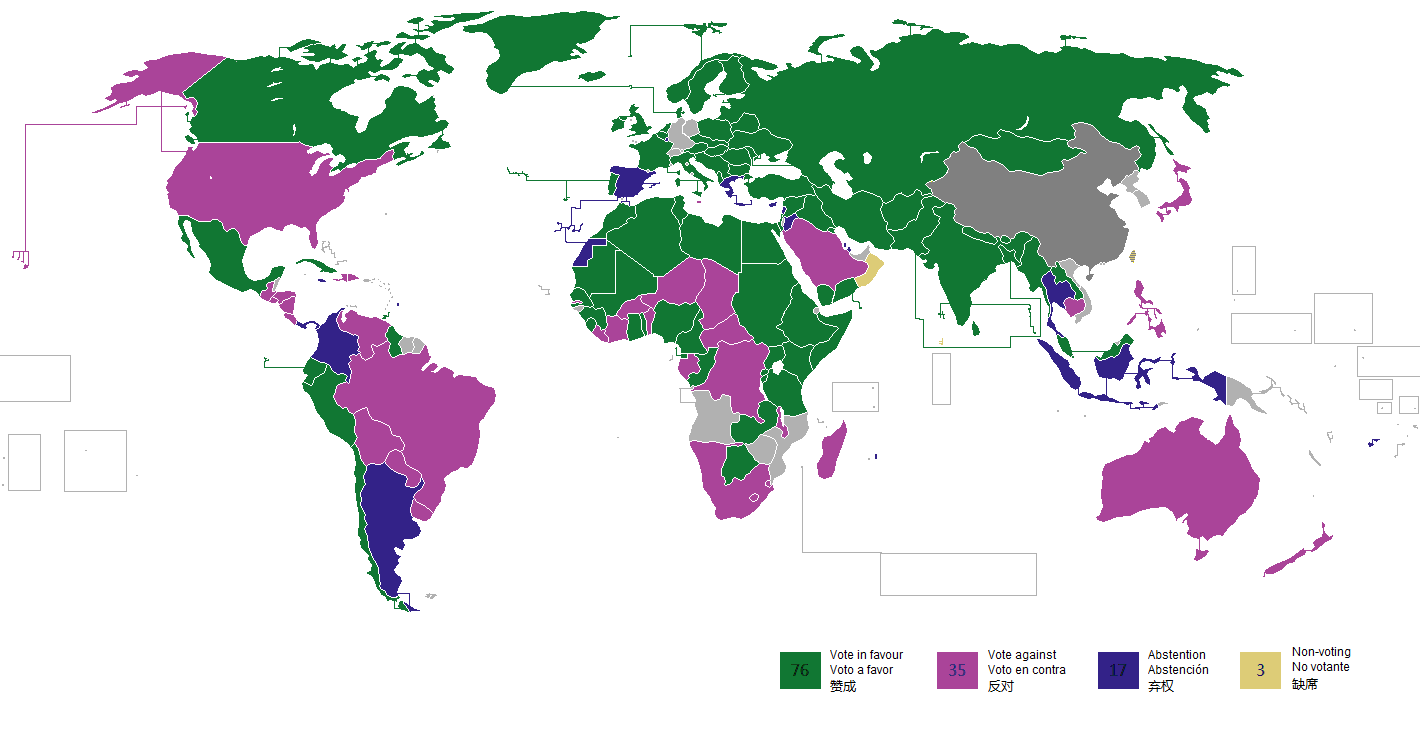
Abstimmung über die Vertretung Chinas im Sicherheitsrat und in den Vereinten Nationen

Von 1949 bis 1972 wurde China in den Vereinten Nationen durch die Republik China (Taiwan) vertreten. Allerdings war dieser Anspruch nie unumstritten. Beispielsweise nahmen alle Staaten des sogenannten Ostblocks diplomatische Beziehungen zur Volksrepublik China auf und erkannten diese als Vertreterin Chinas an. Die westlichen Staaten unterhielten dagegen überwiegend Beziehungen zur Republik China auf Taiwan. Beide Staaten – Volksrepublik und Republik China – beharrten auf ihrem Alleinvertretungsanspruch und dem Ein-China-Standpunkt und ließen es nicht zu, dass andere Staaten offizielle Beziehungen zum jeweils anderen unterhielten.
Am 6. Januar 1950 erkannte das Vereinigte Königreich die Volksrepublik China an und brach gleichzeitig die diplomatischen Beziehungen zur Republik China auf Taiwan ab. Am 27. Januar 1964 nahm Frankreich unter Präsident Charles de Gaulle als erstes westliches Land diplomatische Beziehungen zur Volksrepublik China auf und brach gleichzeitig die diplomatischen Beziehungen zu Republik China ab.
Im Zuge der Annäherung der USA an die Volksrepublik China geriet die Stellung Taiwans zunehmend ins Wanken. Am 25. Oktober 1971 kam es bei den Vereinten Nationen auf Antrag Albaniens, eines Verbündeten Pekings, zu einer Abstimmung über die Resolution 2758 der UN-Generalversammlung, welche die Vertretung Chinas bei den Vereinten Nationen zum Inhalt hatte. Ergebnis war die Aufnahme der Volksrepublik als „legitime Vertreterin Chinas“ bei den UN und der Ausschluss der Republik. Für die Resolution hatten 76 Staaten (darunter nahezu alle Länder Europas, auch Österreich – die beiden deutschen Staaten und die Schweiz waren damals nicht UN-Mitglied) und dagegen 35 Staaten gestimmt. Gegenstimmen kamen unter anderem von den Vereinigten Staaten, Japan, Australien, Neuseeland, Philippinen, Brasilien, Saudi-Arabien. Es gab 17 Enthaltungen. Taiwan war abwesend.
Seit 1993 hat die Republik China (Taiwan) jedes Jahr versucht, der UNO beizutreten, aber alle diese Anträge wurden abgelehnt.

### Diplomatische Beziehungen mit Drittstaaten
In den folgenden Jahrzehnten nach der Resolution 2758 der UN-Generalversammlung brachen immer mehr Staaten ihre diplomatischen Beziehungen zur Republik China (Taiwan) ab und nahmen offizielle Beziehungen zur Volksrepublik auf. Ein schwerer Schlag für Taiwan war der Abbruch diplomatischer Beziehungen zu der alten Schutzmacht USA am 1. Januar 1979. Ungeachtet der zunehmenden diplomatischen Isolierung liefen die internationalen kulturellen, wissenschaftlichen und wirtschaftlichen Beziehungen Taiwans weiter. In 56 Staaten, darunter die USA, Kanada, Russland und die meisten Staaten der Europäischen Union, ist Taiwan mit Kulturbüros vertreten.

Staaten mit diplomatischen Beziehungen zu Taiwan

Im Januar 2024 unterhalten nur elf Staaten und der Heilige Stuhl offizielle diplomatische Beziehungen zu Taiwan:
 Belize (1989)

 Eswatini (1968)

 Guatemala (1960)

 Haiti (1956)

 Marshallinseln (1998)

 Palau (1999)

 Paraguay (1957)

 St. Kitts und Nevis (1983)

 St. Lucia (1984–1997, 2007)

 St. Vincent und die Grenadinen (1981)

 Tuvalu (1979)

 Heiliger Stuhl (1942)
Diese Staaten haben insgesamt eine Bevölkerung von 38 Millionen auf einer Fläche von 586.076 km². Nur drei der Staaten haben eine Bevölkerung von über einer Million und sieben der Staaten haben eine Fläche von weniger als 1.000 km². Weder europäische noch asiatische Staaten unterhalten diplomatische Beziehungen zu Taiwan. Die Republik China versucht mit der so genannten „Dollar-Diplomatie“ ihre außenpolitische Position zu stärken, indem sie armen Ländern Entwicklungshilfe gewährt und diese Taiwan dafür diplomatisch anerkennen. Dieses Verhalten führte schon oft zu Auseinandersetzungen mit der Volksrepublik China, und die dadurch gewonnenen Partner haben nicht die Macht, sich für Taiwans Interessen international einzusetzen. Im Gegensatz dazu unterhielt die Volksrepublik China Ende 2021 diplomatische Beziehungen zu 180 der 193 in den Vereinten Nationen vertreten Staaten, dafür gilt das „Ein-China-Prinzip“ als eine Grundvoraussetzung. Alle Staaten, die diplomatische Beziehungen zur Volksrepublik China aufnehmen wollen, müssen diese Prämisse anerkennen.
Welchen Kampf sich die Volksrepublik China und die Republik China um die diplomatischen Beziehungen liefern, kann man während der Chen Shui-bians Amtszeit gut erkennen. Von 2001 bis 2008 brachen neun Staaten die diplomatischen Beziehungen zur Republik China ab und nahmen die diplomatischen Beziehungen zur Volksrepublik China auf: Nordmazedonien (Juni 2001), Nauru (Juli 2002), Liberia (Oktober 2003), Dominica (März 2004), Grenada (Januar 2005), Senegal (Oktober 2005), Tschad (August 2006) ， Costa Rica (Juni 2007) und Malawi (2008). Dagegen nahmen drei Staaten die diplomatischen Beziehungen zur Republik China auf und brachen die diplomatischen Beziehungen zur Volksrepublik China ab: Kiribati (2003), Nauru (Juli 2005) und St. Lucia (Mai 2007).
Am 3. November 2004 unterzeichnete Vanuatu ein Kommuniqué über die Aufnahme diplomatischer Beziehungen mit der Republik China, jedoch 7 Tage später wurde das Kommuniqué für ungültig erklärt. Kosovo wurde nach seiner Unabhängigkeitserklärung von der Republik China anerkannt. Dagegen kennt Kosovo die Republik China (Taiwan) nicht an.
Im November 2013 beendete Gambia die Beziehungen zur Republik China und erkannte die Volksrepublik China als die einzige legitime Regierung Chinas an. Die Volksrepublik China und Gambia haben 2016 diplomatische Beziehungen aufgenommen.
Nachdem 2016 Tsai Ing-wen Präsidentin wurde, entschied sich die Regierung Taiwans, den Konsens von 1992 nicht anzuerkennen. Der diplomatische Kampf wurde wieder aufgenommen. Zwischen 2016 und 2023 brachen neun Staaten die offiziellen Beziehungen zur Republik China ab und erkannten die Volksrepublik China als einzige legitime Vertretung ganz Chinas, inklusive Taiwans an: São Tomé und Príncipe (Dezember 2016), Panama (Juni 2017), Dominikanische Republik (Mai 2018), Burkina Faso (Mai 2018), El Salvador (August 2018), die Salomonen (September 2019), Kiribati (September 2019), Nicaragua (Dezember 2021) und Honduras (März 2023). Im Januar 2024 brach Nauru die diplomatischen Beziehungen zur Republik China ab.
Der Heilige Stuhl hingegen widerstand mehreren Versuchen der Regierung der Volksrepublik China seit den 1980er-Jahren, die diplomatischen Beziehungen zu Taiwan zu torpedieren. Offiziell erkennt der Heilige Stuhl die Republik China als einzigen legitimen chinesischen Staat an.

### Teilnahme an internationalen Veranstaltungen

Olympische Flagge von Chinesisch Taipeh

Die Volksrepublik China bekämpfte jeden Versuch Republik China Taiwans, der UN oder einer anderen internationalen Organisation beizutreten. Weil das Internationale Olympische Komitee (IOC) in den 1950er Jahren neben dem Olympischen Komitee der Volksrepublik China auch das Nationalchinesische Olympische Komitee der Republik China anerkannt hatte, erklärte Peking den Abbruch der Beziehungen zum IOC. So nahm die Republik China (Taiwan) seit 1956 an Olympischen Spielen teil, nicht hingegen die Volksrepublik China.
Aus demselben Grund kündigte die Volksrepublik China den Rückzug aus der Internationalen Konferenz des Roten Kreuzes und aus dem Internationalen Fußballbund an.
Nach dem Boykott der Spiele von 1976 und 1980 wurde eine Übereinkunft getroffen, womit beide chinesische Mannschaften an Olympischen Spielen teilnehmen konnten. Die Volksrepublik China nahm als China teil. Taiwan nahm die Bezeichnung Chinese Taipei an. Ihr wurde eine besondere Olympiaflagge zugeteilt. Bei Siegerehrungen wird seitdem das Nationale Flaggenlied gespielt.
Taiwan bemüht sich darum, die diplomatische Isolation zu überwinden. Die Republik China ist de facto ein souveräner Staat, scheiterte aber vor kurzem auch mit einem erneuten Versuch, der Weltgesundheitsorganisation (WHO) als Beobachter beizutreten, am Widerstand der Volksrepublik. Um politischen Diskussionen von Anfang an den Boden zu entziehen, hatte sich Taiwan unter dem Namen Health Entity beworben.
Im Jahr 2016 hatte die Republik China (Taiwan) keine Einladung von der Internationale Zivilluftfahrtorganisation ICAO erhalten. In den vorherigen Jahren konnte Taiwan als Beobachter teilnehmen. Nach Angaben des Online-Magazins The Diplomat ist dies dem Druck der Volksrepublik China zuzuschreiben, welche versucht, Taiwan international zu isolieren. „Der chinesische Druck überzeugt die ICAO, gegen internationale Prinzipien und die besten Interessen der Flugsicherheit vorzugehen“, schreibt Artikelautor David Sutton. Taiwan verwaltet die Taipei FIR, welche 180.000 nautische Quadratmeilen umfasst und mit ca. 1,53 Millionen Flugbewegungen ein Volumen von 58 Millionen Reisenden abwickelt.

### Waffenlieferung
Vereinigte Staaten
Obwohl laut des Kommuniqués vom 17. August 1982 zwischen den USA und China Washington seine Waffenlieferungen an Taiwan schrittweise reduzieren sollte, wurde dies nicht eingehalten. Hingegen haben die USA sich nach „Taiwan Relations Act“ verpflichtet, „Taiwan mit Waffen defensiven Charakters zu versorgen“. Die Waffenlieferungen umfassen unter anderem Kampfflugzeug, Marinefregatten, Minensucher, Raketen, Marschflugkörper sowie Panzerabwehrlenkwaffen. Wegen Waffenlieferungen hatte Peking Sanktionen gegen US-Firmen verhängt. Die Beziehungen zwischen Washington und Peking haben sich dadurch verschlechtert.
Niederlande
Die Regierung Taiwans bestellte 1981 zwei U-Boote bei den Niederlanden. Ende 1986 liefen beide Boote vom Stapel und wurden nach Testfahrten in der Nordsee per Schiff nach Taiwan gebracht. 1992 verweigerten die Niederlande den Bau und Verkauf zweier weiterer Boote der Klasse plus zwei Optionen, nachdem die Volksrepublik China gegen das Geschäft protestiert hatte.
Frankreich
Frankreich hat 1991 sechs La-Fayette-Fregatten und 1992 noch 60 Mirage-Kampfflugzeuge an Taiwan verkauft. Weil 2020 Taiwan die aus Frankreich stammende Fregatten seiner Flotte mit einem neuen Raketenablenksystem ausrüsten will, droht Peking Paris mit nachteiligen Folgen für die bilateralen Beziehungen.

### Medienumfeld
Im Taiwan-Konflikt spielt besonders heute die Internetzensur in der Volksrepublik China eine Rolle. Das Internet in der Volksrepublik China wird einer strengen Internetkontrolle unterzogen, so zog die Regierung der Volksrepublik die digitale „Great Firewall of China“ (防火長城 / 防火长城,  fanghuo changcheng) auf.
Ein Lexikon ähnlich der Wikipedia, die Baidu Baike, wird unter anderem zensiert. So ist es verboten, „Streit im Zusammenhang mit Minderheiten, mit Rassismus, mit Regionen und mit Religion anzuzetteln“. Das bezieht sich auch im Besonderen auf die „Provinz Taiwan“ und den mit ihr verbundenen „Separatismus“. Auch einige taiwanische Websites, vor allem Nachrichten, werden von der Volksrepublik gesperrt.
Die Online-Suchmaschine Yahoo! hat sich der Politik der VR China angepasst. So werden Ergebnisse zu Stichwörtern wie Unabhängigkeit, Opposition, Tibet, Dalai Lama und auch Taiwan blockiert. Weiter werden Weblogs, die in Taiwan populär sind (beispielsweise wretch.cc oder yahoo.com), gesperrt, welche ebenfalls von Hongkongern und Chinesen verwendet werden.
Auch werden oft Ansprachen über Taiwan im Fernsehen oder Zeitungen zensiert, so wurden bei Ang Lees Oscar-Reden 2001 und 2006 die Stellen zensiert, wo er sich auf Chinesisch bei Taiwan bedankte.
Außerdem sind jegliche Hoheitszeichen der Republik China verboten; außer historische Darstellungen. So ist auf dem chinesischen Festland u. a. die Nationalhymne der Republik China verboten, in Hongkong wird von ihrer öffentlichen Aufführung stark abgeraten, obwohl es dort nicht offiziell verboten ist. Bei der Amtsübernahme von Präsident Chen Shui-bian 2000 sang die bekannte Sängerin A-Mei die Hymne. Dies führte für sie zu einem mehrmonatigen Auftrittsverbot auf dem Festland.

## Ein-China-Politik und Zwei-Staaten-Theorie

### Anstrebung der Wiedervereinigung mit Taiwan

#### Ein Land, zwei Systeme
Sowohl die Volksrepublik China als auch die Republik China beanspruchten lange Zeit die alleinige Vertretung des einen, gesamten Chinas für sich. Aus diesem Grund war die Volksrepublik China Anfang der 1950er Jahre besorgt, die USA und andere Staaten bzw. Organisationen würden die Schaffung von „zwei Chinas“ fördern. Die Volksrepublik China hoffte, dass sie als der Rechtsnachfolger der Republik China anerkannt werden könnte und schlug das Prinzip „Ein-Land-zwei-Systeme“ zur Wiedervereinigung vor.
„Ein Land – zwei Systeme“ bedeutete aber nicht, dass beide Systeme auf derselben Ebene in einem geeinten China koexistieren würden, sondern dass das kommunistische System der Volksrepublik dem taiwanischen System übergeordnet sein sollte. Peking lehnte die Selbstbestimmung Taiwans ab.
Die offizielle Stellungnahme der Volksrepublik China ist, dass sie „[…] die Landsleute in Taiwan [verstehen] und [sich um sie] kümmern“ wolle, was jedoch in Taiwan nicht so empfunden wird. Am 26. September 2014 erklärte der taiwanische Präsident Ma Ying-jeou (Kuomintang), die Formel „Ein Land – zwei Systeme“ nach dem Vorbild Hongkongs sei sowohl für die Regierung als auch die Bevölkerung Taiwans inakzeptabel.

#### Konsens von 1992
Die Beschreibungen des Konsenses haben zumeist die gemeinsame Essenz: beide Seiten erkennen an, dass es nur „ein China“ gebe, registrieren aber gleichzeitig, dass sie verschiedene Vorstellungen haben, wie dieses China aussehen soll. Seit 2016 lehnt Taiwans Präsidentin Tsai Ing-wen diesen enthaltenen Kompromiss formell als „nicht mehr zeitgemäß“ ab.

#### Anti-Abspaltungsgesetz
Am 14. März 2005 wurde das Anti-Abspaltungsgesetz vom Parlament der Volksrepublik China (Nationaler Volkskongress) beschlossen. Im Gesetz wird festgehalten, dass die Volksrepublik China auf „friedliche Weise die Wiedervereinigung“ anstrebt. Nach der friedlichen Wiedervereinigung darf Taiwan ein hohes Ausmaß an Autonomie haben und ein eigenes politisches System ausüben.
Militärische Mittel könnten nur zum Einsatz kommen, wenn die Unabhängigkeit Taiwans von Drittstaaten anerkannt ist oder wenn eine friedliche Vereinigung nicht mehr möglich ist.

### Anstrebung der Unabhängigkeit Taiwans

1996 kam es zu diesem Entwurf für eine Flagge einer unabhängigen „Republik Taiwan“

Im Zuge der Demokratisierung fällte der Rat der Obersten Richter ein Urteil, welches das 1947 noch gesamtchinesisch bestimmte Lange Parlament auflöste. Das Parlament, dessen Mitglieder im Durchschnitt zu diesem Zeitpunkt 82 Jahre alt waren, amtierte fast 40 Jahre ohne Neuwahlen, um den gesamtchinesischen Vertretungsanspruch nicht zu verlieren. Somit bedeutete die Auflösung die Schaffung einer rein taiwanischen Legitimationsbasis der Republik China. In diesem Zusammenhang begann diese nun eine aktivere Festlandpolitik, welche die Beziehungen weiter normalisieren sollte. Im Februar 1991 verabschiedete die taiwanische Regierung die Richtlinien für eine nationale Wiedervereinigung, die besagen, dass das Ziel der taiwanischen Festlandpolitik der gemeinsame Aufbau einer demokratischen, gesamtchinesischen Staats-, Gesellschafts- und Wirtschaftsordnung sei. Im Gegensatz zur weiterhin durch die Volksrepublik vertretenen Ein-China-Politik entwickelte sich in Taiwan die Zwei-China-Theorie, die vorsieht, dass Festlandchina und Nationalchina normale bilaterale Beziehungen unter souveränen Staaten aufnehmen. Als Vorbild für diese Theorie diente unter anderem die Beziehung zwischen der Bundesrepublik Deutschland und der DDR, zweier souveräner Staaten, die zusammen das eine Deutschland bildeten. Die Volksrepublik China reagierte auf diese Idee mit der Androhung eines Militärschlages und der Bekanntmachung, dass sie eine Neutronenbombe besitze.
Der Umstand, dass die Republik China auf Taiwan ihr eigenes Hoheitsgebiet, eigene Hoheitszeichen, Hymne, Währung und Staatsgewalt hat, zeigt die eigene Identität, die sich grundlegend von der Identität der Volksrepublik China unterscheidet. Außerdem gelangten die von der Republik China heute kontrollierten Gebiete nie unter die Gebietshoheit der Volksrepublik China.

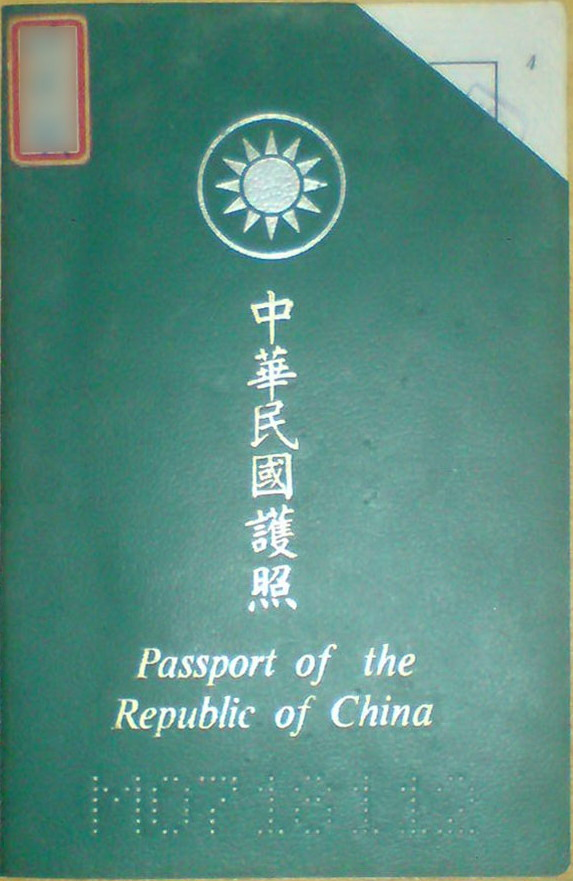
Reisepass der Republik China (1982)
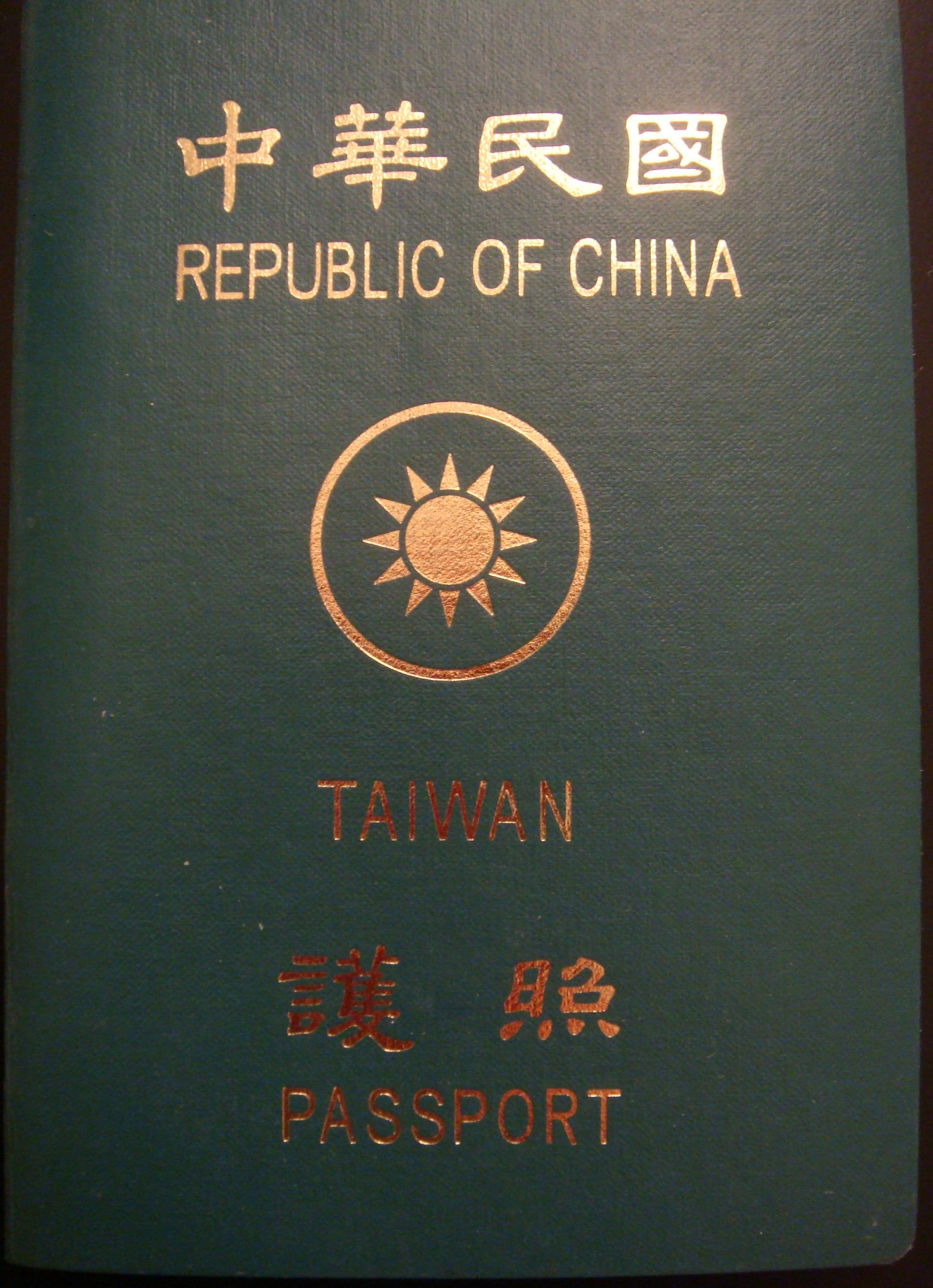
Reisepass ab 2003 mit der Ergänzung von „TAIWAN“
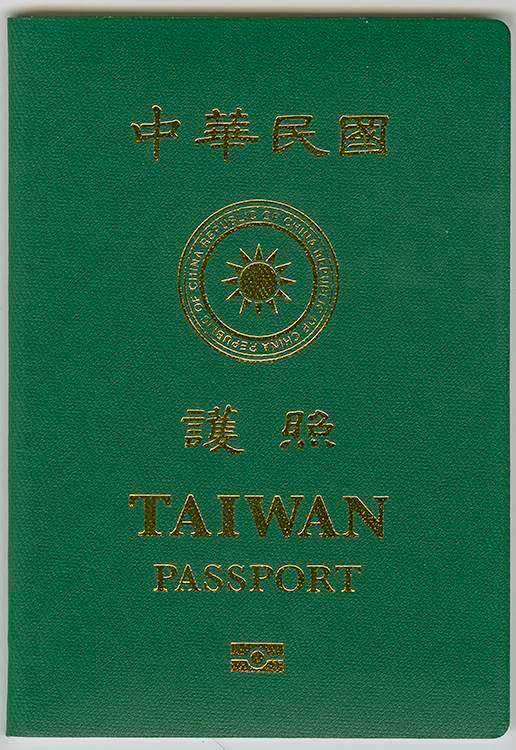
Reisepass ab 2020: «Republic of China» steht nur noch ganz klein um das Hoheitszeichen, „TAIWAN“ hingegen umso fetter
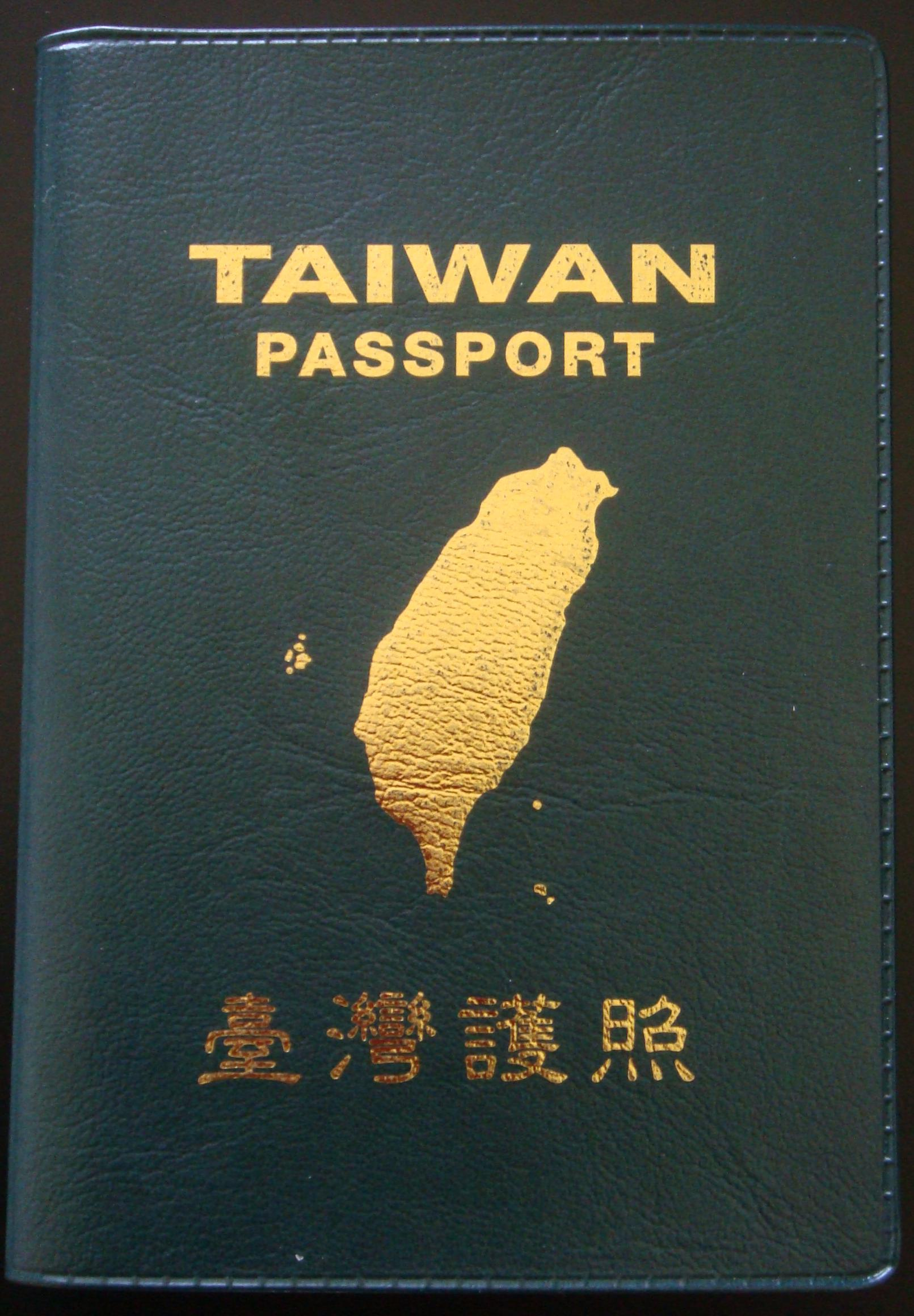
Von Unabhängigkeitsanhängern gestaltete Hülle für den Reisepass

#### Die Politik der „Fünf Nein“
Um das Verhältnis zur Volksrepublik China nicht eskalieren zu lassen, proklamierte der ehemalige Präsident der Republik China, Chen Shui-bian, die Politik der Fünf Nein (eigentl. 四不一沒有: vier Nein und ein Nicht). Solange Taiwan nicht akut militärisch von der Volksrepublik China bedroht wird, galten damit folgende Prinzipien für Taiwan:
- Taiwan wird nicht die formale Unabhängigkeit erklären.
- Taiwan wird die offizielle Staatsbezeichnung („Republik China“) nicht ändern.
- Taiwan wird keinen Artikel in die Verfassung aufnehmen, der die Beziehungen zur Volksrepublik China als „zwischenstaatliche Beziehungen“ bezeichnet (sog. Zwei-Staaten-Theorie).
- Taiwan wird kein Referendum über den zukünftigen politischen Status Taiwans abhalten.
- Taiwan wird die Richtlinien für die „Nationale Wiedervereinigung“ nicht abschaffen.

#### Die Politik der „Vier Wille, ein haben“
Ab 2007 strebte der ehemalige Präsident Taiwans Chen Shui-bian aktiver die Unabhängigkeit an und setzte sich für ein Referendum ein, sich bei der UN nicht wie in den 14 Jahren zuvor als „Republik China“ zu bewerben, sondern als „Taiwan“. Dies war ein umstrittener Schritt, da er, nach den Interessen seiner Partei, der DPP und der pan-grünen Koalition indirekt eine Namensänderung der Republik anstrebte. Offizielle Statements sind jedoch, dass dies nicht gegen die „Politik der fünf Neins“ verstieß, sondern nur die Chancen der Aufnahme verbessern sollte, die, mit der Resolution 2758 begründet, immer abgelehnt wurde.
Am 4. März 2007 proklamierte Chen Shui-bian in Taipeh seine Politik der „Vier Willen, ein Haben“ (四要一沒有 ‚vier Ja und ein Nicht‘).
- Taiwan will unabhängig sein.
- Taiwan will die Staatsbezeichnung („Republik China“) ändern.
- Taiwan will eine neue Verfassung haben.
- Taiwan will sich entwickeln.
- Taiwan hat keine „Linke und rechte Route“, sondern nur die Frage der „Wiedervereinigung oder Unabhängigkeit“.

Die taiwanische Demokratische Fortschrittspartei ist der Meinung, dass die Unabhängigkeit angestrebt werden solle, weil Taiwan längst ein souveräner Staat und unabhängig von China sei. Taiwans Präsidentin Tsai Ing Wen hat mehrfach erklärt, das Land sei bereits unabhängig und trage den Namen Republik China. Eine Unabhängigkeitserklärung sei nicht nötig.

## Die Rolle der USA im Taiwan-Konflikt

### 1950 bis 1970

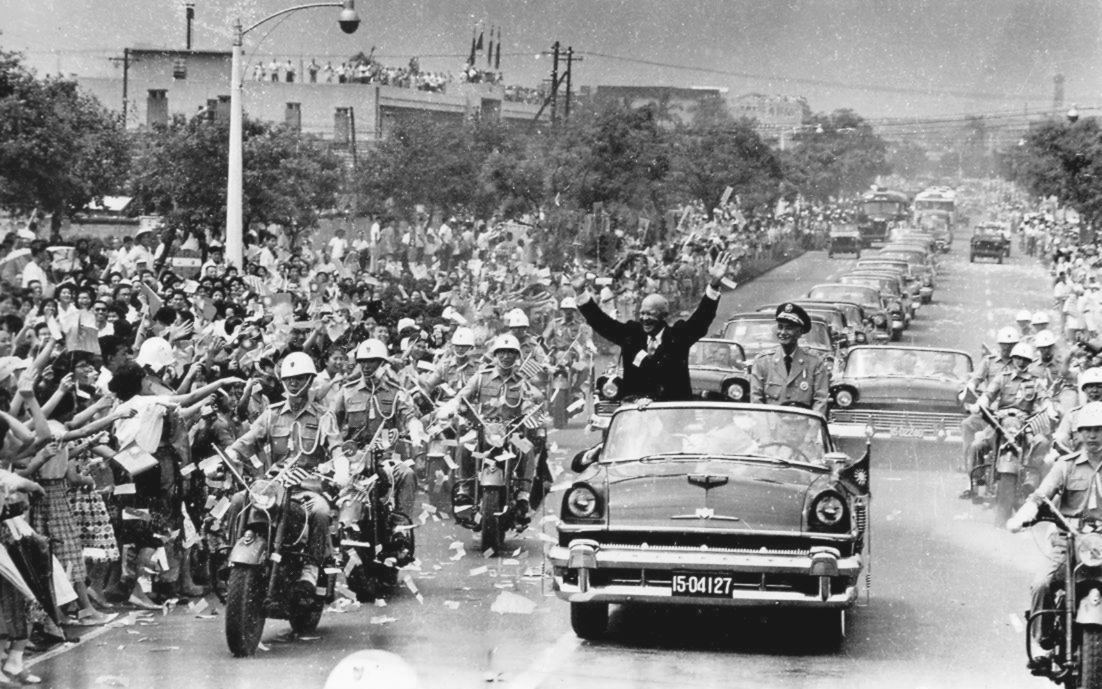
U.S. President Dwight D. Eisenhower besuchte Taiwan im Juni 1960.

Nach dem Ende des Zweiten Weltkrieges besaßen auch die Vereinigten Staaten ein starkes Interesse an Taiwan. Grund war die strategisch günstige Position der Insel in der Taiwanstraße. An Taiwan führten die Handelsrouten von der Mandschurei und Japan nach Indochina und umgekehrt vorbei. Die USA saßen in der Zwickmühle, denn sie wollten keine kommunistische Herrschaft auf Taiwan, hatten aber auch Bedenken gegenüber den Kuomintang, da diese das chinesische Festland mit Korruption regiert hatten. Diese Situation führte zu Überlegungen der Administration der USA, die Insel militärisch zu besetzen. Man verwarf diese Pläne jedoch, weil ihre Durchführung zu aufwändig gewesen wäre. Insgesamt überwog in den USA die Ansicht, die chinesischen Kommunisten würden Taiwan relativ schnell erobern, was den Untergang der Republik China bedeutet hätte.
Die Einstellung der USA gegenüber Taiwan änderte sich erst mit dem Beginn des Koreakriegs (1950–1953). Der US-amerikanische Präsident Truman äußerte die Annahme, der Krieg in Korea würde von Peking und Moskau ausgehen, und entsandte die siebte Flotte zum Schutz Taiwans, weil eine Besetzung Taiwans durch die Kommunisten unter diesen Umständen eine direkte Bedrohung der US-amerikanischen Interessen und Streitkräfte im pazifischen Raum bedeutet hätte. Die USA befahlen der Republik, die Kampfhandlungen gegen die 1949 gegründete Volksrepublik China einzustellen, und versprachen eine Regelung des Status von Taiwan für den Fall, dass die Sicherheit wiederhergestellt wäre. Demnach hing der politische Status von Taiwan also davon ab, ob es zu einem Friedensvertrag mit Japan oder einer Stellungnahme der Vereinten Nationen käme. Das Verhalten der USA rief sowohl in der Volksrepublik China als auch auf Taiwan Kritik hervor, obwohl die Intervention der USA im Koreakrieg der nationalchinesischen Regierung auf Taiwan das Überleben ermöglichte, da sie die Insel vor einer Invasion der Volksrepublik schützte.
Die USA unterstützten die Republik China mit militärischer Ausrüstung, insbesondere für die Marine. So erhielt die Marine der Republik China in den 1950er Jahren US-amerikanische Landungsfahrzeuge, Fregatten und Zerstörer, die vor dem Hintergrund des Kampfes um die Küsteninseln und den Plan zur Rückeroberung des Festlandes eine besondere Bedeutung hatten.

### 1970 bis 2000

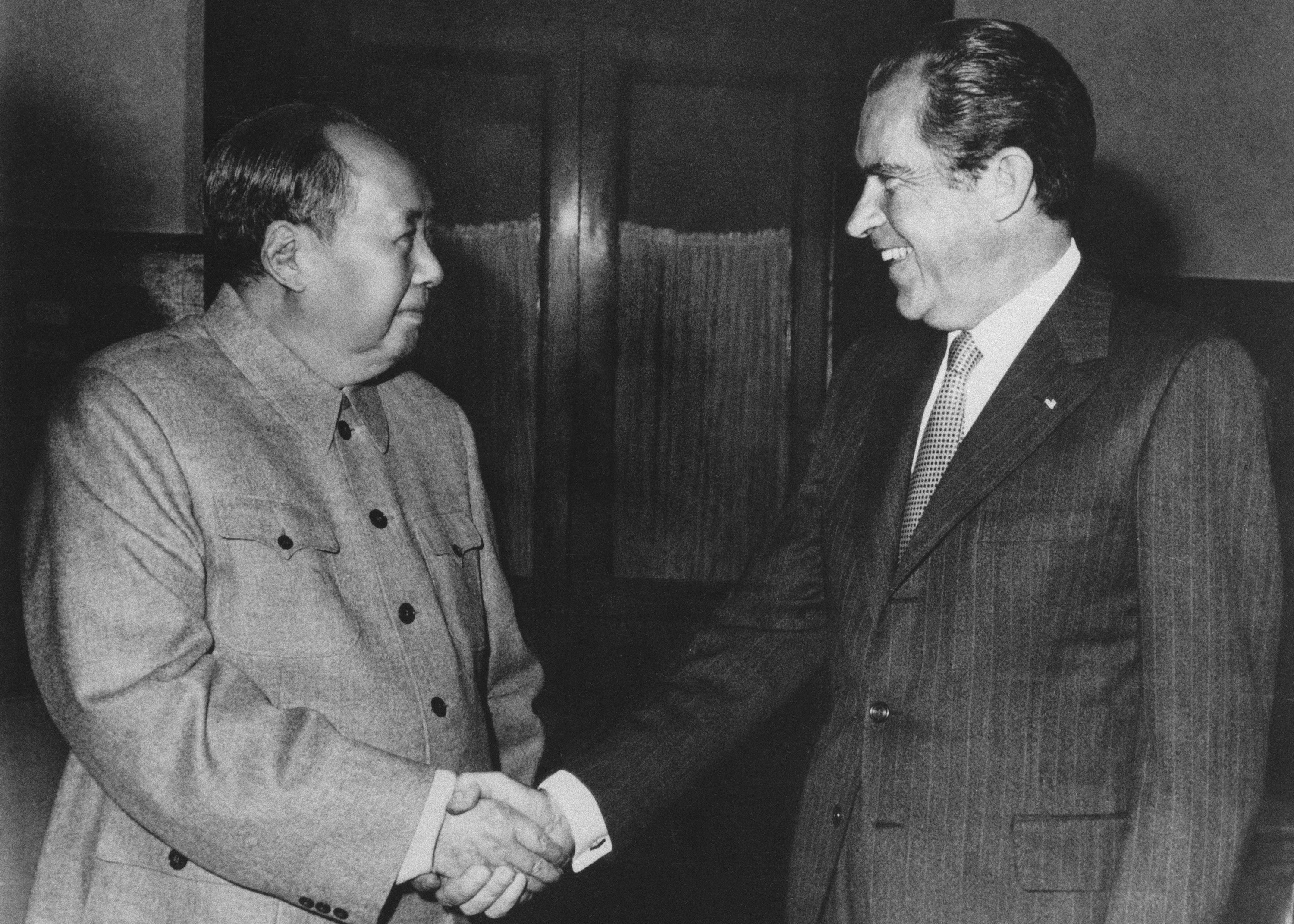
Richard Nixon traf Mao Zedong (1972)

Die USA vollzogen in den 1970er Jahren einen radikalen Wechsel in ihrer China-Politik. Nach zwei Jahrzehnten des Konfliktes mit der Volksrepublik China folgte eine Ära der Entspannung. Es kam zu dieser Zeit zu einer wichtigen Veränderung in der Konstellation der weltpolitischen Gewichtsverhältnisse.
Richard Nixon schätzte 1967 die Lage so ein, dass die USA nicht die Rolle eines „Weltpolizisten“ erfüllen könnten. Die Administration der USA wollte eine neue Taktik in den Beziehungen zur Volksrepublik China anwenden, die ein Ende der Isolation der Volksrepublik zum Ziel hatte und ein China, das ein verantwortliches Mitglied der Staatengemeinschaft sein sollte.

#### Drei Kommuniqués
Das Shanghai-Kommuniqué wurde am 27. Februar 1972 während des Besuchs von US-Präsident Richard Nixon in Peking unterschrieben. Die USA hatte im Shanghai-Kommuniqué anerkannt, dass es nur ein China gebe und dass Taiwan ein Teil Chinas sei. Durch das Kommuniqué wurden die Beziehungen zwischen den USA und China, die auf Grund der politischen Lage im Kalten Krieg äußerst schwierig waren, verbessert.
Höhepunkte war die Aufnahme von diplomatischen Beziehungen zwischen der Volksrepublik China und den USA am 1. Januar 1979. Dieser Entwicklung war die Aufnahme der Volksrepublik China als alleiniger Vertreter Chinas in die Vereinten Nationen 1971 vorausgegangen, die allerdings von den USA noch abgelehnt worden war.
Weil der Ausgangspunkt für die Aufnahme der Beziehungen die 31. Tischtennis-Meisterschaften 1971 in Nagoya (Japan) gewesen waren und US-Präsident Nixon auf seinem China-Besuch von einem Tischtennisteam begleitet wurde, wird die amerikanische China-Politik dieser Zeit Ping-Pong-Diplomatie genannt.
Trotz der Anerkennung der Volksrepublik China stationierten die USA während des Vietnamkrieges weiterhin Truppen auf Taiwan.
Am 17. August 1982 veröffentlichten die USA und die Volksrepublik China eine gemeinsame Erklärung, wonach Washington seine Waffenlieferungen an Taiwan schrittweise reduzieren wollte; China verpflichtete sich, eine Wiedervereinigung mit Taiwan nur auf friedlichem Wege anzustreben.

#### Taiwan Relations Act

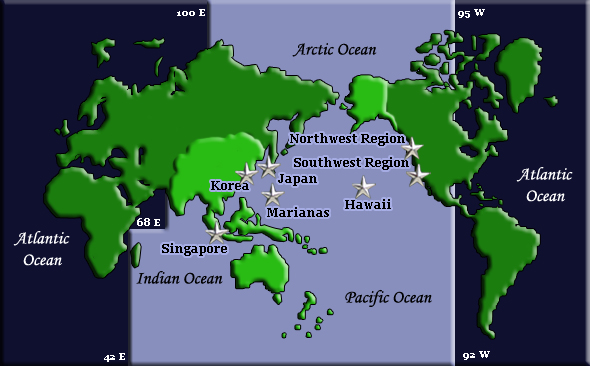
Einsatzbereich der US-amerikanischen Pazifikflotte

Der Taiwan Relations Act ist ein US-Gesetz, das am 10. April 1979 vom Kongress verabschiedet wurde und die Beziehungen zur Republik China nach der diplomatischen Anerkennung der Volksrepublik China neu definierte. Als Territorium der Republik China wurden die Insel Taiwan und die Pescadoren-Inseln anerkannt, nicht aber die Küsteninseln Kinmen und Matsu, da sie im Gegensatz zu Taiwan und den Pescadoren historisch zu Festland-China gehörten. Des Weiteren wurde der Republik China Schutz vor militärischen Übergriffen zugesichert.
Unter US-Präsident Bill Clinton erklärte 1999 der Kongress der Vereinigten Staaten in einer Parlament und Präsident nicht-bindenden Erklärung (non-binding resolution), dass der Taiwan Relations Act die Beziehungen der USA zu Taiwan regele. Damit besaß er, in Bezug auf die Chinapolitik, nun einen höheren Stellenwert als die gemeinsam mit der Volksrepublik China verabschiedeten Communiqués.

### 2000 bis 2020
Die USA kritisierten die Auflösung des Nationalen Wiedervereinigungsrates am 27. Februar 2006, weil sie eine Verschärfung des Taiwan-Konfliktes befürchteten.
Im Zuge der Umstrukturierung der US-amerikanischen Streitkräfte, die im Ausland stationiert sind, sollen sechs Angriffs-U-Boote auf Guam und zwei Flugzeugträger auf japanischen Stützpunkten stationiert werden. Wenn es zu einem neuen militärischen Konflikt in der Taiwanstraße kommen sollte, könnten die US-Streitkräfte schneller vor Ort eingreifen.
Am 29. Januar 2010 schlossen Taiwan und die Vereinigten Staaten von Amerika ein 6,4 Milliarden US-Dollar schweres Rüstungsgeschäft ab, das bereits seit der Regierungszeit von George W. Bush geplant war. Dies bezeichnete die Volksrepublik China als schweren Eingriff in „innere Angelegenheiten“; sie forderte die Stornierung des Geschäfts, beendete ihre militärischen Kontakte zur US-Regierung und bestellte den US-amerikanischen Botschafter ein.
Im Oktober 2013 bekräftigte Kin Moy, Mitarbeiter des Büros für ostasiatische und pazifische Angelegenheiten des Außenministeriums der USA, den guten Zustand der Beziehungen zwischen den USA und Taiwan, die „auf ihrem gemeinsamen Bekenntnis zu Freiheit und Demokratie“ beruhten, und er versicherte, die USA würden ihre Zusammenarbeit mit Taipeh weiter ausdehnen und auch in Zukunft ihren Beitrag zur Sicherheit Taiwans leisten.

### 2020er Jahre

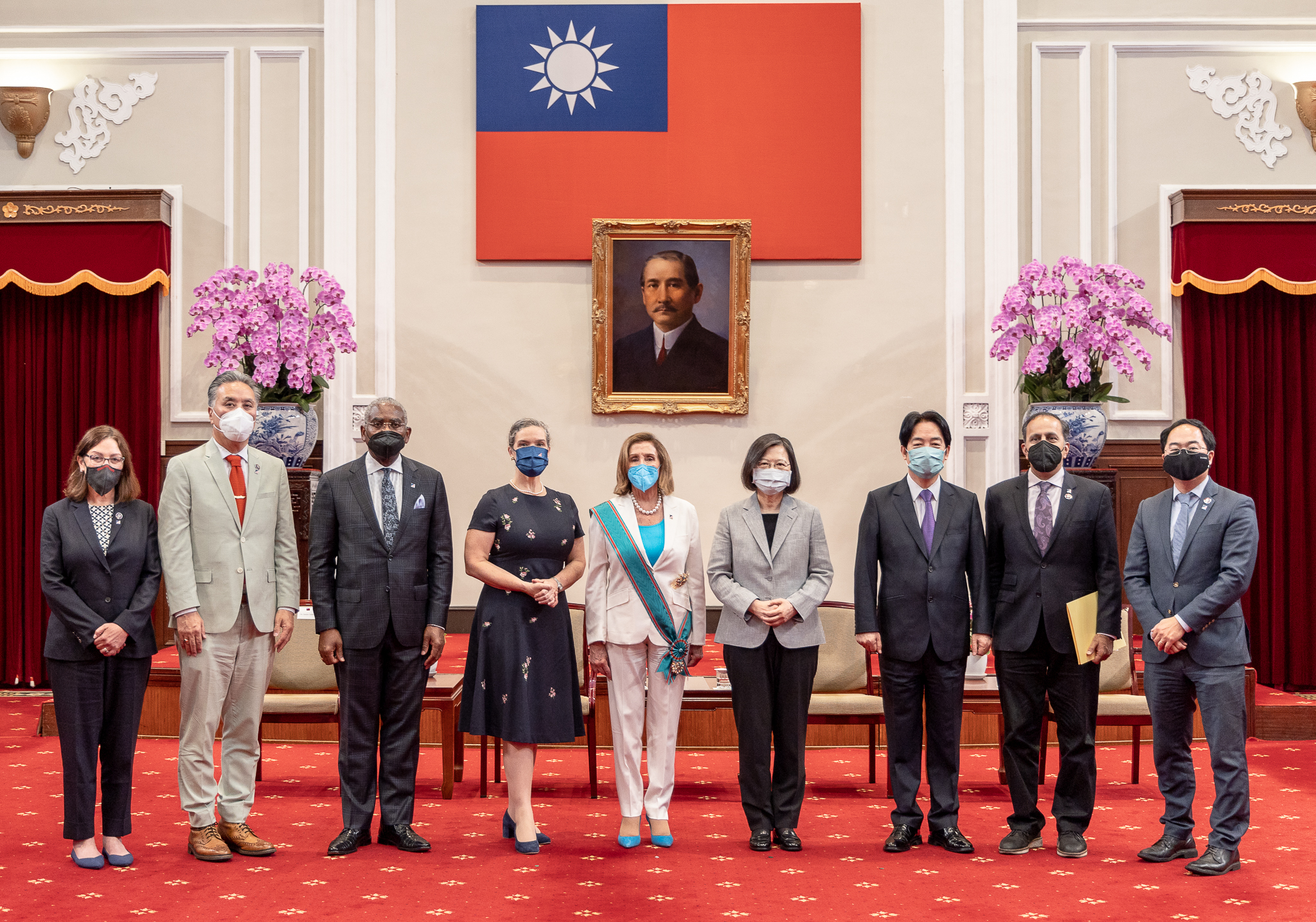
2022 hatte Nancy Pelosi trotz chinesischer Drohungen Taiwan besucht.

Im Oktober 2021 sicherte US-Präsident Joe Biden Taiwan militärische Unterstützung im Falle eines Angriffs durch China zu. Am 2. August 2022 besuchte die Sprecherin des US-Repräsentantenhauses Nancy Pelosi Taiwan, trotz mehrerer vorheriger Warnungen der Regierung der Volksrepublik China an die US-Regierung. Bereits kurz nach der Landung Pelosis drohte Peking, „mit gezielten militärischen Aktionen“ zu antworten. Pelosi betonte bei ihrem Besuch das „unerschütterliche Engagement der USA für die Unterstützung der lebendigen Demokratie in Taiwan“ und „Amerikas Solidarität mit den 23 Millionen Menschen in Taiwan“.
Am 14. September 2022 verabschiedete der Ausschuss für auswärtige Beziehungen der USA ein Gesetz, das die Beziehungen zu Taiwan erheblich vertiefen und verstärken würde und als Ergänzung und Neugestaltung des Taiwan Relations Acts von 1979 dienen sollte. Der Taiwan Policy Act gilt als die „umfassendste Umstrukturierung der US-Politik gegenüber Taiwan“ und würde den Inselstaat in den Status eines formellen diplomatischen Verbündeten heben.
Am 3. Juni 2023 fuhr die USS Chung-Hoon mit der kanadischen Fregatte HMCS Montreal (FFH-336) erneut durch die Straße von Taiwan. Der Zerstörer Suzhou der Typ 052D-KLasse der Volksbefreiungsarmee kreuzte zweimal dabei den Bug der Chung-Hoon; der nächste Annäherungspunkt lag bei 137 Metern. Das chinesische Schiff wurde von der Chung-Hoon aufgefordert, den Kurs zu ändern, um eine Kollision verhindern. Die Chung-Hoon reduzierte darauf die Geschwindigkeit auf 10 Knoten und hielt Kurs. Chinas Verteidigungsminister Li Shangfu lehnte noch am gleichen Tag auf der Sicherheitskonferenz Shangri-La-Dialog in Singapur ein Gesprächsangebot des US-Amtskollegen Lloyd Austin über den Konflikt ab. Li Shangfu warnte am 4. Juni 2023 bei einer Rede auf der Sicherheitskonferenz die USA vor einer Einmischung im Streit um Taiwan. Deutschlands Verteidigungsminister Boris Pistorius forderte bei der Konferenz verstärkte Bemühungen um eine Deeskalation im Konflikt um Taiwan.

## Probleme für unbeteiligte Drittstaaten
Die problematischen Beziehungen zwischen der Volksrepublik China und Taiwan führen auch international zu Komplikationen.
Deutschland
Die Bundesrepublik Deutschland musste ein Gesetz verabschieden, das die Rückgabe von Kunstgegenständen an ein Land für den Fall ausschließt, dass sich diese Kunstgegenstände im Besitz eines Drittlandes befinden. Der Schritt wurde erforderlich, als 2003/2004 in Berlin und Bonn die Ausstellung Schätze der Himmelssöhne mit Kunstgegenständen aus dem Palastmuseum in Taipeh gastierte. Damals wurden Forderungen der Volksrepublik China auf Rückgabe der Exponate befürchtet. Aufsehen erregte diese Ausstellung, weil die Ausstellungsstücke während des Chinesischen Bürgerkriegs aus der Verbotenen Stadt, der Palastanlage in Peking, zu ihrem Schutz nach Taiwan gebracht worden waren. Die Volksrepublik China betrachtet die Exponate jedoch weiterhin als ihr Eigentum.
Litauen
Im August 2021 zog die Volksrepublik China ihren Botschafter Shen Zhifei aus Litauen ab und forderte die litauische Botschafterin in der Volksrepublik Diana Mickevičienė auf, das Land zu verlassen. Grund war, dass die Republik China (Taiwan) kurz zuvor eine eigene Auslandsvertretung unter dem Namen „taiwanisches Vertretungsbüro in Litauen“ in der litauischen Hauptstadt Vilnius eröffnet hatte. Dies führte zu Spannungen und wirtschaftlichen Sanktionen Chinas gegen Litauen.
Anlässlich des dritten Jahrestages der Eröffnung der Vertretung nahm Taiwans Außenminister Lin Chia-lung am 20. November 2024 als Leiter einer 47-köpfigen Delegation an einem Abendessen in Vilnius teil, während die VR China ihrerseits weiter nur auf der Ebene der Geschäftsträger vertreten ist und ihre Vertretung nicht mehr als Botschaft bezeichnet.